# Liga Nacional de Básquet 2013-14
La temporada 2013-14 de la Liga Nacional de Básquet de la Argentina fue la trigésima edición de la máxima competencia argentina en dicho deporte. Se inició el 9 de octubre de 2013 con el programado partido inaugural de temporada entre el último campeón, el Club de Regatas Corrientes y Atenas de Córdoba, encuentro que se llevó a cabo en el Polideportivo Carlos Cerutti.
En esta temporada no hubo descensos al Torneo Nacional de Ascenso.
El campeón de esta edición fue Peñarol que venció al campeón defensor Regatas por 88 a 73 en el sexto juego de la final, y con un global de 4 a 2 ganó la serie. Además obtuvo su quinto título en la competencia y cuarto en cinco años.

## Equipos participantes
| Pos. | Descendidos en la LNB 2012-13 |
| ---- | ----------------------------- |
| 15.° | Unión Progresista             |
| 16.° | Sportivo 9 de Julio           |

| Pos. | Ascendidos del TNA 2012-13 |
| ---- | -------------------------- |
| 1.°  | Estudiantes Concordia      |
| 2.°  | Quilmes                    |

Esta edición de la Liga Nacional contó con el ingreso a la máxima categoría del club Estudiantes de Concordia, y también de Quilmes de Mar del Plata suplantando a los descendidos en la temporada anterior, el Club Unión Progresista y el Club Sportivo 9 de Julio.
| Región                    | Cantidad |
| ------------------------- | -------- |
| Provincia de Buenos Aires | 5        |
| Capital Federal           | 2        |
| Entre Ríos                | 2        |
| Santiago del Estero       | 2        |
| Córdoba                   | 1        |
| Corrientes                | 1        |
| Chubut                    | 1        |
| Santa Fe                  | 1        |
| Formosa                   | 1        |

| Club                  | Ciudad              | Entrenador            | Estadio                       | Capacidad |
| --------------------- | ------------------- | --------------------- | ----------------------------- | --------- |
| Argentino             | Junín               | Adrián Capelli        | El Fortín de las Morochas     | 1500      |
| Atenas                | Córdoba             | Marcelo Arrigoni      | Polideportivo Carlos Cerutti  | 3424      |
| Boca Juniors          | Buenos Aires        | Carlos Duro           | Microestadio Luis Conde       | 2000      |
| Ciclista Olímpico     | La Banda            | Facundo Müller        | Vicente Rosales               | 3964      |
| Estudiantes Concordia | Concordia           | Hernán Laginestra     | El Gigante Verde              | 1610      |
| Gimnasia Indalo       | Comodoro Rivadavia  | Gonzalo García        | Estadio Socios Fundadores     | 2276      |
| Lanús                 | Lanús               | Miguel Volcán Sánchez | Microestadio Antonio Rotili   | 3000      |
| La Unión de Formosa   | Formosa             | Gabriel Piccato       | Estadio Cincuentenario        | 4500      |
| Libertad              | Sunchales           | Fernando Duró         | El Hogar de los Tigres        | 4000      |
| Obras Sanitarias      | Buenos Aires        | Silvio Santander      | Estadio Obras Sanitarias      | 3000      |
| Peñarol               | Mar del Plata       | Fernando Rivero       | Polideportivo Islas Malvinas  | 8000      |
| Quilmes               | Mar del Plata       | Leandro Ramella       | Estadio Once Unidos           | 3000      |
| Quimsa                | Santiago del Estero | Oscar Sánchez         | Ciudad de Santiago del Estero | 5200      |
| Regatas Corrientes    | Corrientes          | Nicolás Casalánguida  | José Jorge Contte             | 4000      |
| Sionista              | Paraná              | Sebastián Svetliza    | Estadio Moisés Flesler        | 2100      |
| Weber Bahía           | Bahía Blanca        | Sebastián Ginóbili    | Osvaldo Casanova              | 3950      |

Capacidad de los estadios según la web oficial.

### Cambios de entrenadores
| Club   | Entrenador saliente | Fecha del cese          | Reemplazado por                 |
| ------ | ------------------- | ----------------------- | ------------------------------- |
| Atenas | Mario Milanesio     | 16 de diciembre de 2013 | Marcelo Arrigoni - Martín López |
| Atenas | Martín López        | 7 de febrero de 2014    | Marcelo Arrigoni                |
| Quimsa | Fabio Demti         | 25 de febrero de 2014   | Oscar Sánchez                   |

## Formato de competencia
Serie regular
Se juega una primera fase en donde se separan los equipos por conveniencia geográfica en dos zonas (norte y sur) y se enfrentan en partidos ida y vuelta los equipos dentro de cada zona. Por cada partido ganado los equipos sumarán 2 puntos, mientras que en caso de derrota, sumarán 1. Los primeros tres de cada grupo, el mejor cuarto y un equipo "invitado" clasifican al Torneo Súper 8 2013.
En la segunda fase se enfrentan todos contra todos arrastrando la mitad de los puntos de la primera fase. Al igual que en la primera fase, cada victoria otorgará 2 puntos y cada derrota 1. Los primeros cuatro de la tabla se clasifican directamente a los cuartos de final, mientras que los que se posicionaron del puesto quinto al décimo segundo juegan la reclasificación. Los últimos cuatro dejan de participar.
En el caso de empates en puntos en cualquier fase (primera o segunda), el reglamento estipula:
1. Si dos equipos empatan en puntos, se tendrán en cuenta los partidos entre los involucrados obteniendo la mejor clasificación el que posea la mayor diferencia de puntos (puntos a favor menos puntos en contra) en los partidos, de persistir, se determinará por el cociente entre los puntos a favor sobre los puntos en contra.
2. De persistir aún el empate, se realizará un cociente entre los puntos a favor sobre los puntos en contra considerando toda la fase en cuestión disputada.
3. Si aún persiste, se tendrá en cuenta también la primera fase (si el empate es en la segunda) y si no, sorteo.

Esta temporada se caracteriza por no tener descensos al Torneo Nacional de Ascenso.
Playoffs
La etapa de play-offs está subdividida en cuatro, la reclasificación, los cuartos de final, las semifinales y la final.
- La reclasificación es una etapa integrada por los equipos ubicados entre el quinto y el duodécimo puesto, donde se emparejan los equipos según su posición al finalizar la etapa regular. Las parejas son al mejor de cinco juegos y se ordenan de la siguiente manera:

| 5.º - 12.º 6.º - 11.º | 7.º - 10.º 8.º - 9.º |

donde tienen ventaja de localía, es decir, que disputan tres de los cinco juegos como locales, los equipos ubicados del quinto al octavo puesto.
- Los cuartos de final están integrados por los cuatro mejores equipos de la etapa regular más los ganadores de la reclasificación. Una vez determinado a los cuatro ganadores, se los reordena según su posición en la etapa regular, de manera tal que el peor ubicado en la etapa regular se enfrente al mejor ubicado y así sucesivamente.

| 1.º - peor ubicado 4.º - mejor ubicado | 2.º - 2.º peor ubicado 3.º - 2.º mejor ubicado |

Tienen ventaja de localía los mejores cuatro equipos de la etapa regular. Los duelos son al mejor de cinco partidos.
- Las semifinales son disputadas al mejor de cinco o siete partidos (dependiendo de la organización) y las juegan los cuatro ganadores de la fase previa. Se agrupan en parejas de manera tal que el primero y el segundo de la fase regular, en caso de avanzar, posean ventaja de localía.

| 1.º/peor ubicado - 4.º/mejor ubicado | 2.º/2.º peor ubicado - 3.º/2.º mejor ubicado |

- Los ganadores de ambos duelos de semifinal disputan la final de la Liga Nacional de Básquet, la cual es al mejor de siete partidos, disputados en serie 2-2-1-1-1 donde tiene ventaja de localía el ganador de la llave de donde proviene el mejor ubicado da la fase regular.

Clasificación a competencias internacionales
La Liga Nacional de Básquet tiene cinco cupos internacionales, dos para la Liga de las Américas y tres para la Liga Sudamericana de Clubes, los cuales se repartirán de la siguiente manera:
- Liga de las Américas 2015: campeón y subcampeón
- Liga Sudamericana de Clubes 2014: tercero y cuarto del campeonato y ganador del Torneo Súper 8 2013.[n 1]

## Primera fase

### Zona Norte
| Equipo              | PJ | PG | PP | Pts |
| ------------------- | -- | -- | -- | --- |
| Regatas Corrientes  | 14 | 12 | 2  | 26  |
| Atenas              | 14 | 9  | 5  | 23  |
| Libertad            | 14 | 8  | 6  | 22  |
| Quimsa              | 14 | 7  | 7  | 21  |
| Estudiantes (C)     | 14 | 6  | 8  | 20  |
| Sionista            | 14 | 6  | 8  | 20  |
| La Unión de Formosa | 14 | 5  | 9  | 19  |
| Olímpico (LB)       | 14 | 3  | 11 | 17  |

|  |                                                           |
|  | Clasificados al Super 8 por tener mejor récord.           |
|  | Clasificado al Super 8 por invitación de la organización. |

Fuente Página oficial de la liga.
| Estudiantes (C) | 64 - 67 | Olímpico (LB)       | El Gigante Verde | 11 de octubre | 21:30 | - |
| Sionista        | 78 - 59 | Libertad            | Moisés Flesler   | 11 de octubre | 22:00 | - |
| Atenas          | 77 - 69 | La Unión de Formosa | Carlos Cerutti   | 12 de octubre | 20:00 | - |
| Quimsa          | 90 - 78 | Regatas (C)         | Estadio Ciudad   | 12 de octubre | 22:00 | - |

| Atenas          | 90 - 95 | Regatas (C)         | Carlos Cerutti   | 9 de octubre  | 22:00 | TyC Sports |
| Quimsa          | 99 - 97 | La Unión de Formosa | Estadio Ciudad   | 10 de octubre | 21:00 | TyC Sports |
| Estudiantes (C) | 76 - 72 | Libertad            | El Gigante Verde | 13 de octubre | 20:00 | -          |
| Sionista        | 80 - 65 | Olímpico (LB)       | Moisés Flesler   | 13 de octubre | 20:30 | -          |

| Libertad            | 82 - 65 | Quimsa          | El Hogar de los Tigres       | 18 de octubre | 21:30 | - |
| Regatas (C)         | 80 - 71 | Sionista        | José Jorge Contte            | 18 de octubre | 21:30 | - |
| Olímpico (LB)       | 65 - 74 | Atenas          | Vicente Rosales              | 18 de octubre | 22:00 | - |
| La Unión de Formosa | 79 - 89 | Estudiantes (C) | Polideportivo Cincuentenario | 18 de octubre | 22:00 | - |

| Olímpico (LB)       | 75 - 82 | Quimsa          | Vicente Rosales              | 16 de octubre | 22:00 | TyC Sports |
| Libertad            | 90 - 74 | Atenas          | El Hogar de los Tigres       | 20 de octubre | 21:00 | -          |
| La Unión de Formosa | 65 - 60 | Sionista        | Polideportivo Cincuentenario | 20 de octubre | 21:30 | -          |
| Regatas (C)         | 73 - 59 | Estudiantes (C) | José Jorge Contte            | 20 de octubre | 21:30 | -          |

| Atenas              | 71 - 64 | Estudiantes (C) | Carlos Cerutti               | 23 de octubre | 21:30 | - |
| Regatas (C)         | 67 - 58 | Libertad        | José Jorge Contte            | 23 de octubre | 21:30 | - |
| La Unión de Formosa | 87 - 83 | Olímpico (LB)   | Polideportivo Cincuentenario | 23 de octubre | 22:00 | - |
| Quimsa              | 90 - 67 | Sionista        | Estadio Ciudad               | 23 de octubre | 22:00 | - |

| Atenas              | 75 - 64 | Sionista        | Carlos Cerutti               | 25 de octubre | 21:30 | - |
| Regatas (C)         | 86 - 68 | Olímpico (LB)   | José Jorge Contte            | 25 de octubre | 21:30 | - |
| La Unión de Formosa | 80 - 79 | Libertad        | Polideportivo Cincuentenario | 25 de octubre | 22:00 | - |
| Quimsa              | 91 - 89 | Estudiantes (C) | Estadio Ciudad               | 25 de octubre | 22:00 | - |

| Estudiantes (C) | 56 - 57 | Atenas              | El Gigante Verde       | 1 de noviembre | 21:30 | - |
| Libertad        | 81 - 75 | Regatas (C)         | El Hogar de los Tigres | 1 de noviembre | 21:30 | - |
| Olímpico (LB)   | 72 - 80 | La Unión de Formosa | Vicente Rosales        | 1 de noviembre | 22:00 | - |
| Sionista        | 70 - 55 | Quimsa              | Moisés Flesler         | 1 de noviembre | 22:00 | - |

| Sionista        | 98 - 96 | Atenas              | Moisés Flesler         | 30 de octubre  | 22:00 | TyC Sports |
| Libertad        | 77 - 61 | La Unión de Formosa | El Hogar de los Tigres | 3 de noviembre | 21:00 | -          |
| Estudiantes (C) | 85 - 63 | Quimsa              | El Gigante Verde       | 3 de noviembre | 21:30 | -          |
| Olímpico (LB)   | 78 - 91 | Regatas (C)         | Vicente Rosales        | 3 de noviembre | 22:00 | -          |

| Estudiantes (C)     | 69 - 64 | Sionista    | El Gigante Verde             | 8 de noviembre | 21:30 | - |
| Atenas              | 88 - 82 | Quimsa      | Carlos Cerutti               | 8 de noviembre | 21:30 | - |
| Olímpico (LB)       | 76 - 57 | Libertad    | Vicente Rosales              | 8 de noviembre | 22:00 | - |
| La Unión de Formosa | 70 - 90 | Regatas (C) | Polideportivo Cincuentenario | 8 de noviembre | 22:00 | - |

| Sionista    | 65 - 69 | Estudiantes (C)     | Moisés Flesler         | 10 de noviembre | 20:30 | - |
| Libertad    | 81 - 64 | Olímpico (LB)       | El Hogar de los Tigres | 10 de noviembre | 21:00 | - |
| Regatas (C) | 87 - 71 | La Unión de Formosa | José Jorge Contte      | 10 de noviembre | 21:30 | - |
| Quimsa      | 78 - 70 | Atenas              | Estadio Ciudad         | 10 de noviembre | 22:00 | - |

| Atenas          | 80 - 77 | Olímpico (LB)       | Carlos Cerutti   | 15 de noviembre | 21:30 | - |
| Estudiantes (C) | 81 - 77 | La Unión de Formosa | El Gigante Verde | 15 de noviembre | 21:30 | - |
| Quimsa          | 86 - 95 | Libertad            | Estadio Ciudad   | 15 de noviembre | 22:00 | - |
| Sionista        | 64 - 81 | Regatas (C)         | Moisés Flesler   | 15 de noviembre | 22:00 | - |

| Atenas          | 69 - 67 | Libertad            | Carlos Cerutti   | 13 de noviembre | 22:00 | TyC Sports |
| Sionista        | 87 - 55 | La Unión de Formosa | Moisés Flesler   | 17 de noviembre | 20:30 | -          |
| Estudiantes (C) | 76 - 80 | Regatas (C)         | El Gigante Verde | 17 de noviembre | 21:30 | -          |
| Quimsa          | 81 - 77 | Olímpico (LB)       | Estadio Ciudad   | 17 de noviembre | 22:00 | -          |

| Libertad            | 83 - 66 | Sionista        | El Hogar de los Tigres       | 20 de noviembre | 22:00 | TyC Sports |
| Regatas (C)         | 81 - 76 | Quimsa          | José Jorge Contte            | 21 de noviembre | 21:00 | TyC Sports |
| La Unión de Formosa | 83 - 85 | Atenas          | Polideportivo Cincuentenario | 22 de noviembre | 22:00 | -          |
| Olímpico (LB)       | 82 - 71 | Estudiantes (C) | Vicente Rosales              | 22 de noviembre | 22:00 | -          |

| Libertad            | 83 - 81 | Estudiantes (C) | El Hogar de los Tigres       | 24 de noviembre | 21:30 | - |
| La Unión de Formosa | 69 - 62 | Quimsa          | Polideportivo Cincuentenario | 24 de noviembre | 21:30 | - |
| Regatas (C)         | 93 - 64 | Atenas          | José Jorge Contte            | 24 de noviembre | 21:30 | - |
| Olímpico (LB)       | 66 - 73 | Sionista        | Vicente Rosales              | 24 de noviembre | 21:30 | - |

### Zona Sur
| Equipo             | PJ | PG | PP | Pts |
| ------------------ | -- | -- | -- | --- |
| Gimnasia Indalo    | 14 | 11 | 3  | 25  |
| Peñarol            | 14 | 9  | 5  | 23  |
| Quilmes            | 14 | 8  | 6  | 22  |
| Obras Sanitarias   | 14 | 8  | 6  | 22  |
| Boca Juniors       | 14 | 7  | 7  | 21  |
| Argentino de Junín | 14 | 6  | 8  | 20  |
| Weber Bahía        | 14 | 4  | 10 | 18  |
| Lanús              | 14 | 3  | 11 | 17  |

|  |                                                 |
|  | Clasificados al Super 8 por tener mejor récord. |

Fuente Página oficial de la liga.
| Peñarol         | 91 - 86 | Quilmes      | Islas Malvinas            | 10 de octubre | 21:30 | TyC Sports |
| Lanús           | 64 - 68 | Obras        | Antonio Rotili            | 11 de octubre | 21:00 | -          |
| Gimnasia Indalo | 70 - 67 | Boca Juniors | Socios Fundadores         | 11 de octubre | 21:30 | -          |
| Argentino (J)   | 80 - 68 | Weber Bahía  | El Fortín de las Morochas | 11 de octubre | 21:30 | -          |

| Peñarol         | 98 - 70 | Weber Bahía  | Islas Malvinas            | 13 de octubre | 18:00 | - |
| Lanús           | 64 - 81 | Boca Juniors | Antonio Rotili            | 13 de octubre | 20:30 | - |
| Gimnasia Indalo | 78 - 80 | Obras        | Socios Fundadores         | 13 de octubre | 21:30 | - |
| Argentino (J)   | 86 - 80 | Quilmes      | El Fortín de las Morochas | 13 de octubre | 21:30 | - |

| Obras        | 61 - 56 | Argentino (J)   | Obras Sanitarias | 17 de octubre | 21:00 | - |
| Weber Bahía  | 75 - 73 | Lanús           | Osvaldo Casanova | 18 de octubre | 21:15 | - |
| Quilmes      | 88 - 75 | Gimnasia Indalo | Once Unidos      | 18 de octubre | 21:30 | - |
| Boca Juniors | 84 - 75 | Peñarol         | Luis Conde       | 29 de octubre | 20:00 | - |

| Boca Juniors | 89 - 62 | Argentino (J)   | Luis Conde       | 19 de octubre | 20:00 | - |
| Obras        | 71 - 77 | Peñarol         | Obras Sanitarias | 20 de octubre | 19:30 | - |
| Quilmes      | 86 - 69 | Lanús           | Once Unidos      | 20 de octubre | 20:30 | - |
| Weber Bahía  | 71 - 78 | Gimnasia Indalo | Osvaldo Casanova | 20 de octubre | 21:15 | - |

| Weber Bahía     | 76 - 92 | Boca Juniors  | Osvaldo Casanova  | 23 de octubre  | 21:15 | -          |
| Quilmes         | 78 - 68 | Obras         | Once Unidos       | 23 de octubre  | 21:30 | -          |
| Lanús           | 79 - 62 | Peñarol       | Antonio Rotili    | 23 de octubre  | 22:00 | TyC Sports |
| Gimnasia Indalo | 78 - 70 | Argentino (J) | Socios Fundadores | 6 de noviembre | 21:30 | TyC Sports |

| Weber Bahía     | 72 - 70 | Obras         | Osvaldo Casanova  | 25 de octubre | 21:15 | - |
| Quilmes         | 70 - 68 | Boca Juniors  | Once Unidos       | 25 de octubre | 21:30 | - |
| Gimnasia Indalo | 88 - 81 | Peñarol       | Socios Fundadores | 25 de octubre | 21:30 | - |
| Lanús           | 81 - 87 | Argentino (J) | Antonio Rotili    | 30 de octubre | 21:00 | - |

| Obras         | 73 - 69 | Quilmes         | Obras Sanitarias          | 31 de octubre  | 19:30 | -          |
| Boca Juniors  | 79 - 70 | Weber Bahía     | Luis Conde                | 31 de octubre  | 21:00 | TyC Sports |
| Argentino (J) | 71 - 74 | Gimnasia Indalo | El Fortín de las Morochas | 1 de noviembre | 21:30 | -          |
| Peñarol       | 76 - 69 | Lanús           | Islas Malvinas            | 1 de noviembre | 21:30 | -          |

| Obras         | 73 - 71 | Weber Bahía     | Obras Sanitarias          | 2 de noviembre | 19:30 | - |
| Boca Juniors  | 58 - 60 | Quilmes         | Luis Conde                | 2 de noviembre | 20:00 | - |
| Peñarol       | 62 - 63 | Gimnasia Indalo | Islas Malvinas            | 3 de noviembre | 21:00 | - |
| Argentino (J) | 55 - 71 | Lanús           | El Fortín de las Morochas | 3 de noviembre | 21:30 | - |

| Obras           | 77 - 69 | Boca Juniors | Obras Sanitarias          | 7 de noviembre | 19:30 | TyC Sports |
| Argentino (J)   | 84 - 75 | Peñarol      | El Fortín de las Morochas | 8 de noviembre | 21:30 | -          |
| Gimnasia Indalo | 73 - 63 | Lanús        | Socios Fundadores         | 8 de noviembre | 21:30 | -          |
| Quilmes         | 74 - 84 | Weber Bahía  | Once Unidos               | 8 de noviembre | 21:30 | -          |

| Weber Bahía  | 78 - 80 | Quilmes         | Osvaldo Casanova | 7 de noviembre  | 21:00 | - |
| Peñarol      | 74 - 50 | Argentino (J)   | Islas Malvinas   | 10 de noviembre | 19:30 | - |
| Lanús        | 53 - 56 | Gimnasia Indalo | Antonio Rotili   | 10 de noviembre | 20:30 | - |
| Boca Juniors | 78 - 67 | Obras           | Luis Conde       | 12 de noviembre | 20:00 | - |

| Boca Juniors | 65 - 70 | Gimnasia Indalo | Luis Conde       | 14 de noviembre | 20:00 | TyC Sports |
| Obras        | 78 - 62 | Lanús           | Obras Sanitarias | 18 de noviembre | 19:30 | -          |
| Weber Bahía  | 69 - 66 | Argentino (J)   | Osvaldo Casanova | 19 de noviembre | 21:15 | -          |
| Quilmes      | 79 - 82 | Peñarol         | Once Unidos      | 19 de noviembre | 21:30 | -          |

| Obras        | 93 - 68 | Gimnasia Indalo | Obras Sanitarias | 16 de noviembre | 19:30 | - |
| Boca Juniors | 80 - 78 | Lanús           | Luis Conde       | 16 de noviembre | 20:00 | - |
| Quilmes      | 76 - 67 | Argentino (J)   | Once Unidos      | 17 de noviembre | 20:30 | - |
| Weber Bahía  | 66 - 77 | Peñarol         | Osvaldo Casanova | 17 de noviembre | 21:15 | - |

| Lanús           | 78 - 72 | Weber Bahía  | Antonio Rotili            | 22 de noviembre | 21:00 | - |
| Gimnasia Indalo | 79 - 67 | Quilmes      | Socios Fundadores         | 22 de noviembre | 21:30 | - |
| Argentino (J)   | 76 - 71 | Obras        | El Fortín de las Morochas | 22 de noviembre | 21:30 | - |
| Peñarol         | 91 - 81 | Boca Juniors | Islas Malvinas            | 22 de noviembre | 22:00 | - |

| Lanús           | 61 - 63 | Quilmes      | Antonio Rotili            | 24 de noviembre | 21:30 | - |
| Peñarol         | 79 - 65 | Obras        | Islas Malvinas            | 24 de noviembre | 21:30 | - |
| Gimnasia Indalo | 71 - 65 | Weber Bahía  | Socios Fundadores         | 24 de noviembre | 21:30 | - |
| Argentino (J)   | 68 - 67 | Boca Juniors | El Fortín de las Morochas | 24 de noviembre | 21:30 | - |

## Súper 8 2013
La novena edición del torneo Super 8 tuvo lugar en el polideportivo "Torito" Rodríguez de San Martín, provincia de Mendoza entre el 18 y 21 de diciembre del 2013.
El ganador de dicho torneo fue Peñarol, que venció en la final a Quimsa y obtuvo un cupo en la siguiente edición de la Liga Sudamericana de Clubes. Sin embargo, al llegar a disputar la final de la liga, esa plaza pasó a otro equipo.

## Segunda fase
| Equipo | Equipo              | A    | PJ | PG | PP | Pts  |
| ------ | ------------------- | ---- | -- | -- | -- | ---- |
| 1.º    | Regatas Corrientes  | 13.0 | 30 | 25 | 5  | 68.0 |
| 2.º    | Peñarol             | 11.5 | 30 | 24 | 6  | 65.5 |
| 3.º    | Boca Juniors        | 10.5 | 30 | 22 | 8  | 62.5 |
| 4.º    | Libertad            | 11.0 | 30 | 16 | 14 | 57.0 |
| 5.º    | Atenas              | 11.5 | 30 | 15 | 15 | 56.5 |
| 6.º    | Argentino de Junín  | 10.0 | 30 | 16 | 14 | 56.0 |
| 7.º    | Gimnasia Indalo     | 12.5 | 30 | 13 | 17 | 55.5 |
| 8.º    | Sionista            | 10.0 | 30 | 15 | 15 | 55.0 |
| 9.º    | Quilmes             | 11.0 | 30 | 14 | 16 | 55.0 |
| 10.º   | Obras Sanitarias    | 11.0 | 30 | 14 | 16 | 55.0 |
| 11.º   | Olímpico (LB)       | 8.5  | 30 | 17 | 13 | 54.5 |
| 12.º   | Quimsa              | 10.5 | 30 | 14 | 16 | 54.5 |
| 13.º   | Estudiantes (C)     | 10.0 | 30 | 14 | 16 | 54.0 |
| 14.º   | Weber Bahía         | 9.0  | 30 | 12 | 18 | 51.0 |
| 15.º   | Lanús               | 8.5  | 30 | 6  | 24 | 44.5 |
| 16.º   | La Unión de Formosa | 9.5  | 30 | 4  | 26 | 43.5 |

|  |                                               |
|  | Clasificados directamente a cuartos de final. |
|  | Clasificados a la serie reclasificatoria.     |

| Quilmes             | 77 - 73 | Sionista        | Once Unidos                  | 28 de noviembre | 21:00 | TyC Sports |
| Lanús               | 69 - 70 | Argentino (J)   | Antonio Rotili               | 29 de noviembre | 21:00 | -          |
| Weber Bahía         | 88 - 70 | Estudiantes (C) | Osvaldo Casanova             | 29 de noviembre | 21:15 | -          |
| Regatas (C)         | 90 - 59 | Obras           | José Jorge Contte            | 29 de noviembre | 21:30 | -          |
| Gimnasia Indalo     | 73 - 77 | Peñarol         | Socios Fundadores            | 29 de noviembre | 21:30 | -          |
| Atenas              | 89 - 84 | Olímpico (LB)   | Carlos Cerutti               | 29 de noviembre | 21:30 | -          |
| Quimsa              | 82 - 74 | Libertad        | Estadio Ciudad               | 29 de noviembre | 22:00 | -          |
| La Unión de Formosa | 66 - 68 | Boca Juniors    | Polideportivo Cincuentenario | 11 de diciembre | 22:00 | TyC Sports |

| Quimsa              | 77 - 84  | Olímpico (LB)   | Estadio Ciudad               | 30 de noviembre | 22:00 | TyC Sports |
| Weber Bahía         | 78 - 85  | Sionista        | Osvaldo Casanova             | 1 de diciembre  | 20:30 | -          |
| Lanús               | 79 - 98  | Peñarol         | Antonio Rotili               | 1 de diciembre  | 20:30 | -          |
| Quilmes             | 75 - 73  | Estudiantes (C) | Once Unidos                  | 1 de diciembre  | 20:30 | -          |
| Gimnasia Indalo     | 102 - 73 | Argentino (J)   | Socios Fundadores            | 1 de diciembre  | 21:30 | -          |
| Atenas              | 88 - 73  | Libertad        | Carlos Cerutti               | 1 de diciembre  | 21:30 | -          |
| La Unión de Formosa | 66 - 76  | Obras           | Polideportivo Cincuentenario | 1 de diciembre  | 21:30 | -          |
| Regatas (C)         | 67 - 63  | Boca Juniors    | José Jorge Contte            | 2 de diciembre  | 21:30 | -          |

| Argentino (J)   | 67 - 76 | La Unión de Formosa | El Fortín de las Morochas | 4 de diciembre | 22:00 | TyC Sports |
| Obras           | 75 - 63 | Weber Bahía         | Obras Sanitarias          | 5 de diciembre | 19:30 | -          |
| Boca Juniors    | 96 - 81 | Quilmes             | Luis Conde                | 5 de diciembre | 20:00 | TyC Sports |
| Peñarol         | 90 - 86 | Regatas (C)         | Islas Malvinas            | 6 de diciembre | 21:30 | -          |
| Libertad        | 81 - 65 | Lanús               | El Hogar de los Tigres    | 6 de diciembre | 21:30 | -          |
| Olímpico (LB)   | 75 - 58 | Gimnasia Indalo     | Vicente Rosales           | 6 de diciembre | 22:00 | -          |
| Sionista        | 85 - 61 | Quimsa              | Moises Flesler            | 6 de diciembre | 22:00 | -          |
| Estudiantes (C) | 83 - 76 | Atenas              | El Gigante Verde          | 12 de marzo    | 21:30 | -          |

| Obras           | 82 - 84 | Quilmes             | Obras Sanitarias          | 7 de diciembre | 19:30 | - |
| Boca Juniors    | 79 - 68 | Weber Bahía         | Luis Conde                | 7 de diciembre | 20:00 | - |
| Sionista        | 61 - 57 | Atenas              | Moises Flesler            | 8 de diciembre | 20:30 | - |
| Peñarol         | 88 - 62 | La Unión de Formosa | Islas Malvinas            | 8 de diciembre | 21:00 | - |
| Libertad        | 69 - 61 | Gimnasia Indalo     | El Hogar de los Tigres    | 8 de diciembre | 21:00 | - |
| Estudiantes (C) | 77 - 65 | Quimsa              | El Gigante Verde          | 8 de diciembre | 21:30 | - |
| Argentino (J)   | 80 - 88 | Regatas (C)         | El Fortín de las Morochas | 8 de diciembre | 21:30 | - |
| Olímpico (LB)   | 84 - 65 | Lanús               | Vicente Rosales           | 8 de diciembre | 22:00 | - |

| Peñarol             | 89 - 75 | Obras           | Islas Malvinas               | 12 de diciembre | 21:00 | - |
| Lanús               | 62 - 71 | Sionista        | Antonio Rotili               | 13 de diciembre | 21:00 | - |
| Regatas (C)         | 99 - 76 | Olímpico (LB)   | José Jorge Contte            | 13 de diciembre | 21:30 | - |
| Gimnasia Indalo     | 94 - 75 | Estudiantes (C) | Socios Fundadores            | 13 de diciembre | 21:30 | - |
| Atenas              | 82 - 74 | Weber Bahía     | Carlos Cerutti               | 13 de diciembre | 21:30 | - |
| Argentino (J)       | 84 - 90 | Boca Juniors    | El Fortín de las Morochas    | 13 de diciembre | 21:30 | - |
| La Unión de Formosa | 81 - 69 | Libertad        | Polideportivo Cincuentenario | 13 de diciembre | 22:00 | - |
| Quimsa              | 92 - 63 | Quilmes         | Estadio Ciudad               | 13 de diciembre | 22:00 | - |

| Lanús               | 78 - 72 | Estudiantes (C) | Antonio Rotili               | 15 de diciembre | 20:30 | -          |
| Peñarol             | 78 - 71 | Boca Juniors    | Islas Malvinas               | 15 de diciembre | 21:00 | -          |
| Regatas (C)         | 86 - 76 | Libertad        | José Jorge Contte            | 15 de diciembre | 21:30 | -          |
| Gimnasia Indalo     | 82 - 74 | Sionista        | Socios Fundadores            | 15 de diciembre | 21:30 | -          |
| Argentino (J)       | 72 - 70 | Obras           | El Fortín de las Morochas    | 15 de diciembre | 21:30 | -          |
| La Unión de Formosa | 81 - 84 | Olímpico (LB)   | Polideportivo Cincuentenario | 15 de diciembre | 21:30 | -          |
| Quimsa              | 88 - 83 | Weber Bahía     | Estadio Ciudad               | 15 de diciembre | 22:00 | -          |
| Atenas              | 89 - 92 | Quilmes         | Carlos Cerutti               | 18 de diciembre | 22:00 | TyC Sports |

| Estudiantes (C) | 68 - 82  | Regatas (C)         | El Gigante Verde       | 8 de enero | 21:00 | TyC Sports |
| Weber Bahía     | 65 - 56  | Gimnasia Indalo     | Osvaldo Casanova       | 8 de enero | 21:15 | -          |
| Quilmes         | 82 - 72  | Lanús               | Once Unidos            | 8 de enero | 21:30 | -          |
| Sionista        | 78 - 71  | La Unión de Formosa | Moises Flesler         | 8 de enero | 21:30 | -          |
| Libertad        | 82 - 77  | Argentino (J)       | El Hogar de los Tigres | 8 de enero | 21:30 | -          |
| Olímpico (LB)   | 100 - 93 | Peñarol             | Vicente Rosales        | 8 de enero | 22:00 | -          |
| Obras           | 77 - 74  | Atenas              | Obras Sanitarias       | 9 de enero | 19:30 | -          |
| Boca Juniors    | 84 - 65  | Quimsa              | Luis Conde             | 9 de enero | 20:00 | -          |

| Weber Bahía     | 81 - 68   | Lanús               | Osvaldo Casanova       | 10 de enero | 21:15 | - |
| Estudiantes (C) | 90 - 64   | La Unión de Formosa | El Gigante Verde       | 10 de enero | 21:30 | - |
| Quilmes         | 106 - 102 | Gimnasia Indalo     | Once Unidos            | 10 de enero | 21:30 | - |
| Libertad        | 88 - 92   | Peñarol             | El Hogar de los Tigres | 10 de enero | 21:30 | - |
| Olímpico (LB)   | 61 - 59   | Argentino (J)       | Vicente Rosales        | 10 de enero | 22:00 | - |
| Sionista        | 82 - 92   | Regatas (C)         | Moises Flesler         | 10 de enero | 22:00 | - |
| Obras           | 78 - 77   | Quimsa              | Obras Sanitarias       | 11 de enero | 19:30 | - |
| Boca Juniors    | 64 - 65   | Atenas              | Luis Conde             | 11 de enero | 20:00 | - |

| Lanús               | 69 - 80   | Quimsa          | Antonio Rotili               | 13 de enero | 21:00 | - |
| Regatas (C)         | 82 - 74   | Weber Bahía     | José Jorge Contte            | 13 de enero | 21:30 | - |
| Gimnasia Indalo     | 109 - 90  | Atenas          | Socios Fundadores            | 13 de enero | 21:30 | - |
| Libertad            | 86 - 67   | Boca Juniors    | El Hogar de los Tigres       | 13 de enero | 21:30 | - |
| Argentino (J)       | 81 - 76   | Sionista        | El Fortín de las Morochas    | 13 de enero | 21:30 | - |
| Olímpico (LB)       | 74 - 64   | Obras           | Vicente Rosales              | 13 de enero | 22:00 | - |
| La Unión de Formosa | 103 - 104 | Quilmes         | Polideportivo Cincuentenario | 13 de enero | 22:00 | - |
| Peñarol             | 80 - 62   | Estudiantes (C) | Islas Malvinas               | 17 de enero | 20:30 | - |

| Peñarol             | 86 - 80 | Sionista        | Islas Malvinas               | 15 de enero | 20:30 | -          |
| Lanús               | 83 - 77 | Atenas          | Antonio Rotili               | 15 de enero | 21:00 | -          |
| Regatas (C)         | 96 - 68 | Quilmes         | José Jorge Contte            | 15 de enero | 21:30 | -          |
| Gimnasia Indalo     | 69 - 66 | Quimsa          | Socios Fundadores            | 15 de enero | 21:30 | -          |
| Libertad            | 85 - 97 | Obras           | El Hogar de los Tigres       | 15 de enero | 22:00 | TyC Sports |
| Argentino (J)       | 64 - 69 | Estudiantes (C) | El Fortín de las Morochas    | 15 de enero | 22:00 | -          |
| La Unión de Formosa | 69 - 89 | Weber Bahía     | Polideportivo Cincuentenario | 15 de enero | 22:00 | -          |
| Olímpico (LB)       | 68 - 54 | Boca Juniors    | Vicente Rosales              | 16 de enero | 22:00 | TyC Sports |

| Peñarol         | 108 - 86 | Argentino (J)       | Islas Malvinas    | 19 de enero | 21:30 | - |
| Atenas          | 83 - 71  | Quimsa              | Carlos Cerutti    | 19 de enero | 21:30 | - |
| Obras           | 55 - 57  | Boca Juniors        | Obras Sanitarias  | 20 de enero | 20:30 | - |
| Weber Bahía     | 93 - 99  | Quilmes             | Osvaldo Casanova  | 20 de enero | 21:30 | - |
| Regatas (C)     | 98 - 68  | La Unión de Formosa | José Jorge Contte | 20 de enero | 21:30 | - |
| Estudiantes (C) | 71 - 69  | Sionista            | El Gigante Verde  | 20 de enero | 21:30 | - |
| Gimnasia Indalo | 77 - 66  | Lanús               | Socios Fundadores | 20 de enero | 21:30 | - |
| Olímpico (LB)   | 95 - 82  | Libertad            | Vicente Rosales   | 20 de enero | 22:00 | - |

| Quimsa              | 76 - 68 | Atenas          | Estadio Ciudad               | 21 de enero | 22:00 | TyC Sports |
| Lanús               | 83 - 74 | Gimnasia Idalo  | Antonio Rotili               | 22 de enero | 21:30 | -          |
| Sionista            | 75 - 63 | Estudiantes (C) | Moises Flesler               | 22 de enero | 21:30 | -          |
| Libertad            | 91 - 77 | Olímpico (LB)   | El Hogar de los Tigres       | 22 de enero | 21:30 | -          |
| Argentino (J)       | 75 - 78 | Peñarol         | El Fortín de las Morochas    | 22 de enero | 22:00 | -          |
| La Unión de Formosa | 74 - 77 | Regatas (C)     | Polideportivo Cincuentenario | 22 de enero | 22:00 | -          |
| Quilmes             | 77 - 81 | Weber Bahía     | Once Unidos                  | 23 de enero | 22:00 | -          |
| Boca Juniors        | 78 - 75 | Obras           | Luis Conde                   | 23 de enero | 22:00 | TyC Sports |

| Boca Juniors    | 83 - 75 | Lanús               | Luis Conde       | 26 de enero | 20:00 | - |
| Obras           | 83 - 72 | Gimnasia Indalo     | Obras Sanitarias | 26 de enero | 20:30 | - |
| Weber Bahía     | 80 - 90 | Peñarol             | Osvaldo Casanova | 26 de enero | 21:00 | - |
| Sionista        | 85 - 86 | Libertad            | Moisés Flesler   | 26 de enero | 21:00 | - |
| Atenas          | 82 - 90 | Regatas (C)         | Carlos Cerutti   | 26 de enero | 21:30 | - |
| Quilmes         | 76 - 71 | Argentino (J)       | Once Unidos      | 26 de enero | 21:30 | - |
| Estudiantes (C) | 80 - 63 | Olímpico (LB)       | El Gigate Verde  | 26 de enero | 22:00 | - |
| Quimsa          | 94 - 82 | La Unión de Formosa | Estadio Ciudad   | 26 de enero | 22:00 | - |

| Boca Juniors    | 69 - 61 | Gimnasia Indalo     | Luis Conde       | 28 de enero  | 20:00 | -          |
| Atenas          | 90 - 76 | La Unión de Formosa | Carlos Cerutti   | 28 de enero  | 21:30 | -          |
| Weber Bahía     | 68 - 75 | Argentino (J)       | Osvaldo Casanova | 28 de enero  | 21:30 | -          |
| Estudiantes (C) | 64 - 73 | Libertad            | El Gigante Verde | 28 de enero  | 21:30 | -          |
| Sionista        | 96 - 86 | Olímpico (LB)       | Moises Flesler   | 28 de enero  | 21:30 | -          |
| Quimsa          | 74 - 90 | Regatas (C)         | Estadio Ciudad   | 28 de enero  | 22:00 | -          |
| Quilmes         | 82 - 85 | Peñarol             | Once Unidos      | 29 de enero  | 22:00 | TyC Sports |
| Obras           | 75 - 77 | Lanús               | Obras Sanitarias | 4 de febrero | 20:00 | -          |

| Boca Juniors        | 83 - 56 | Sionista        | Luis Conde                   | 31 de enero | 20:00 | -          |
| Obras               | 78 - 77 | Estudiantes (C) | Obras Sanitarias             | 31 de enero | 20:30 | -          |
| Peñarol             | 83 - 93 | Atenas          | Islas Malvinas               | 31 de enero | 21:00 | TyC Sports |
| Regatas (C)         | 77 - 65 | Gimnasia Indalo | José Jorge Contte            | 31 de enero | 21:30 | -          |
| Libertad            | 91 - 90 | Quilmes         | El Hogar de los Tigres       | 31 de enero | 21:30 | -          |
| Argentino (J)       | 77 - 79 | Quimsa          | El Fortín de las Morochas    | 31 de enero | 22:00 | -          |
| Olímpico (LB)       | 91 - 66 | Weber Bahía     | Vicente Rosales              | 31 de enero | 22:00 | -          |
| La Unión de Formosa | 92 - 74 | Lanús           | Polideportivo Cincuentenario | 4 de marzo  | 22:00 | -          |

| Boca Juniors        | 93 - 57   | Estudiantes (C) | Luis Conde                   | 2 de febrero  | 20:00 | - |
| Obras               | 73 - 76   | Sionista        | Obras Sanitarias             | 2 de febrero  | 20:30 | - |
| Libertad            | 81 - 73   | Weber Bahía     | El Hogar de los Tigres       | 2 de febrero  | 21:00 | - |
| La Unión de Formosa | 103 - 106 | Gimnasia Indalo | Polideportivo Cincuentenario | 2 de febrero  | 21:30 | - |
| Olímpico (LB)       | 77 - 63   | Quilmes         | Vicente Rosales              | 2 de febrero  | 22:00 | - |
| Argentino (J)       | 94 - 74   | Atenas          | El Fortín de las Morochas    | 2 de febrero  | 22:00 | - |
| Peñarol             | 97 - 85   | Quimsa          | Islas Malvinas               | 3 de febrero  | 21:30 | - |
| Regatas (C)         | 98 - 59   | Lanús           | José Jorge Contte            | 26 de febrero | 21:30 | - |

| Atenas          | 83 - 86 | Peñarol             | Carlos Cerutti    | 6 de febrero | 22:00 | TyC Sports |
| Estudiantes (C) | 62 - 59 | Obras               | El Gigante Verde  | 7 de febrero | 21:30 | -          |
| Lanús           | 90 - 78 | La Unión de Formosa | Antonio Rotili    | 7 de febrero | 21:30 | -          |
| Weber Bahía     | 95 - 71 | Olímpico (LB)       | Osvaldo Casanova  | 7 de febrero | 21:30 | -          |
| Quilmes         | 72 - 77 | Libertad            | Once Unidos       | 7 de febrero | 22:00 | -          |
| Sionista        | 78 - 79 | Boca Juniors        | Moisés Flesler    | 7 de febrero | 22:00 | -          |
| Quimsa          | 85 - 90 | Argentino (J)       | Estadio Ciudad    | 7 de febrero | 22:00 | -          |
| Gimnasia Indalo | 86 - 89 | Regatas (C)         | Socios Fundadores | 26 de marzo  | 21:30 | TyC Sports |

| Quilmes         | 80 - 76 | Olímpico (LB)       | Once Unidos       | 5 de febrero | 22:00 | TyC Sports |
| Sionista        | 90 - 81 | Obras               | Moisés Flesler    | 9 de febrero | 21:00 | -          |
| Weber Bahía     | 92 - 85 | Libertad            | Osvaldo Casanova  | 9 de febrero | 21:00 | -          |
| Gimnasia Indalo | 95 - 91 | La Unión de Formosa | Socios Fundadores | 9 de febrero | 21:30 | -          |
| Estudiantes (C) | 62 - 57 | Boca Juniors        | El Gigante Verde  | 9 de febrero | 21:30 | -          |
| Atenas          | 78 - 86 | Argentino (J)       | Carlos Cerutti    | 9 de febrero | 21:30 | -          |
| Quimsa          | 69 - 93 | Peñarol             | Estadio Ciudad    | 9 de febrero | 22:00 | -          |
| Lanús           | 89 - 96 | Regatas             | Antonio Rotili    | 18 de marzo  | 21:00 | -          |

| Boca Juniors    | 94 - 77  | La Unión de Formosa | Luis Conde                | 13 de febrero | 20:00 | -       |
| Obras           | 78 - 80  | Regatas (C)         | Obras Sanitarias          | 13 de febrero | 20:30 | -       |
| Argentino (J)   | 81 - 74  | Lanús               | El Fortín de las Morochas | 14 de febrero | 20:50 | DirecTV |
| Peñarol         | 107 - 95 | Gimnasia Indalo     | Islas Malvinas            | 14 de febrero | 21:30 | -       |
| Estudiantes (C) | 84 - 68  | Weber Bahía         | El Gigante Verde          | 14 de febrero | 21:30 | -       |
| Libertad        | 82 - 70  | Quimsa              | El Hogar de los Tigres    | 14 de febrero | 21:30 | -       |
| Olímpico (LB)   | 105 - 90 | Atenas              | Vicente Rosales           | 14 de febrero | 22:00 | -       |
| Sionista        | 87 - 79  | Quilmes             | Moisés Flesler            | 14 de febrero | 22:00 | -       |

| Olímpico (LB)   | 80 - 82 | Quimsa              | Vicente Rosales           | 12 de febrero | 22:00 | -          |
| Obras           | 67 - 65 | La Unión de Formosa | Obras Sanitarias          | 15 de febrero | 20:30 | -          |
| Boca Juniors    | 82 - 76 | Regatas (C)         | Luis Conde                | 15 de febrero | 21:00 | TyC Sports |
| Peñarol         | 93 - 88 | Lanús               | Islas Malvinas            | 16 de febrero | 21:00 | -          |
| Sionista        | 73 - 71 | Weber Bahía         | Moisés Flesler            | 16 de febrero | 21:00 | -          |
| Libertad        | 75 - 82 | Atenas              | El Hogar de los Tigres    | 16 de febrero | 21:00 | -          |
| Estudiantes (C) | 67 - 82 | Quilmes             | El Gigante Verde          | 16 de febrero | 21:30 | -          |
| Argentino (J)   | 70 - 60 | Gimnasia Indalo     | El Fortín de las Morochas | 16 de febrero | 22:00 | -          |

| Regatas             | 80 - 76  | Peñarol       | José Jorge Contte            | 20 de febrero | 22:00 | TyC Sports |
| Quilmes             | 65 - 70  | Boca Juniors  | Once Unidos                  | 21 de febrero | 21:00 | -          |
| Weber Bahía         | 64 - 76  | Obras         | Osvaldo Casanova             | 21 de febrero | 21:30 | -          |
| Atenas              | 78 - 73  | Estudiantes   | Carlos Cerutti               | 21 de febrero | 21:30 | -          |
| Gimnasia Indalo     | 106 - 80 | Olímpico (LB) | Socios Fundadores            | 21 de febrero | 21:30 | -          |
| Lanús               | 61 - 80  | Libertad      | Antonio Rotili               | 21 de febrero | 21:30 | -          |
| Quimsa              | 84 - 72  | Sionista      | Estadio Ciudad               | 21 de febrero | 22:00 | -          |
| La Unión de Formosa | 70 - 82  | Argentino (J) | Polideportivo Cincuentenario | 21 de febrero | 22:00 | -          |

| Weber Bahía         | 75 - 83   | Boca Juniors    | Osvaldo Casanova             | 19 de febrero | 22:00 | TyC Sports |
| Lanús               | 113 - 119 | Olímpico (LB)   | Antonio Rotili               | 23 de febrero | 21:00 | -          |
| Quilmes             | 89 - 84   | Obras           | Once Unidos                  | 23 de febrero | 21:30 | -          |
| La Unión de Formosa | 77 - 91   | Peñarol         | Polideportivo Cincuentenario | 23 de febrero | 21:30 | -          |
| Atenas              | 87 - 82   | Sionista        | Carlos Cerutti               | 23 de febrero | 21:30 | -          |
| Gimnasia Indalo     | 91 - 83   | Libertad        | Socios Fundadores            | 23 de febrero | 21:30 | -          |
| Regatas (C)         | 74 - 105  | Argentino (J)   | José Jorge Contte            | 23 de febrero | 21:30 | -          |
| Quimsa              | 86 - 90   | Estudiantes (C) | Estadio Ciudad               | 23 de febrero | 22:00 | -          |

| Boca Juniors    | 73 - 68 | Argentino (J)       | Luis Conde             | 27 de febrero | 20:00 | -          |
| Obras           | 58 - 68 | Peñarol             | Obras Sanitarias       | 27 de febrero | 22:00 | TyC Sports |
| Weber Bahía     | 80 - 77 | Atenas              | Osvaldo Casanova       | 28 de febrero | 21:00 | Direc TV   |
| Estudiantes (C) | 56 - 64 | Gimnasia Indalo     | El Gigante Verde       | 28 de febrero | 21:30 | -          |
| Libertad        | 94 - 87 | La Unión de Formosa | El Hogar de los Tigres | 28 de febrero | 21:30 | -          |
| Sionista        | 86 - 82 | Lanús               | Moisés Flesler         | 28 de febrero | 21:30 | -          |
| Olímpico (LB)   | 85 - 82 | Regatas (C)         | Vicente Rosales        | 28 de febrero | 22:00 | -          |
| Quilmes         | 72 - 83 | Quimsa              | Once Unidos            | 28 de febrero | 22:00 | -          |

| Sionista        | 85 - 78   | Gimnasia Indalo     | Moisés Flesler         | 26 de febrero | 22:00 | TyC Sports |
| Obras           | 81 - 73   | Argentino (J)       | Obras Sanitarias       | 1 de marzo    | 20:00 | -          |
| Boca Juniors    | 77 - 72   | Peñarol             | Luis Conde             | 1 de marzo    | 21:00 | -          |
| Libertad        | 64 - 81   | Regatas (C)         | El Hogar de los Tigres | 2 de marzo    | 21:00 | -          |
| Weber Bahía     | 82 - 77   | Quimsa              | Osvaldo Casanova       | 2 de marzo    | 21:00 | -          |
| Quilmes         | 84 - 89   | Atenas              | Once Unidos            | 2 de marzo    | 21:30 | -          |
| Estudiantes (C) | 85 - 64   | Lanús               | El Gigante Verde       | 2 de marzo    | 21:30 | -          |
| Olímpico (LB)   | 119 - 113 | La Unión de Formosa | Vicente Rosales        | 2 de marzo    | 22:00 | -          |

| Argentino (J)       | 73 - 65 | Libertad        | El Fortín de las Morochas    | 6 de marzo  | 22:00 | TyC Sports |
| Atenas              | 82 - 84 | Obras           | Carlos Cerutti               | 7 de marzo  | 21:30 | -          |
| Gimnasia Indalo     | 78 - 82 | Weber Bahía     | Socios Fundadores            | 7 de marzo  | 21:30 | DirecTV    |
| Peñarol             | 87 - 79 | Olímpico        | Islas Malvinas               | 7 de marzo  | 22:00 | TyC Sports |
| Quimsa              | 66 - 80 | Boca Juniors    | Estadio Ciudad               | 7 de marzo  | 22:00 | -          |
| La Unión de Formosa | 75 - 84 | Sionista        | Polideportivo Cincuentenario | 7 de marzo  | 22:00 | -          |
| Lanús               | 96 - 83 | Quilmes         | Antonio Rotili               | 15 de marzo | 21:00 | -          |
| Regatas (C)         | 89 - 84 | Estudiantes (C) | José Jorge Contte            | 29 de marzo | 21:30 | -          |

| Lanús               | 72 - 75  | Weber Bahía     | Antonio Rotili               | 9 de marzo  | 21:00 | - |
| Peñarol             | 108 - 84 | Libertad        | Islas Malvinas               | 9 de marzo  | 21:00 | - |
| La Unión de Formosa | 80 - 76  | Estudiantes (C) | Polideportivo Cincuentenario | 9 de marzo  | 21:30 | - |
| Atenas              | 82 - 74  | Boca Juniors    | Carlos Cerutti               | 9 de marzo  | 21:30 | - |
| Gimnasia Indalo     | 85 - 77  | Quilmes         | Socios Fundadores            | 9 de marzo  | 21:30 | - |
| Argentino (J)       | 98 - 90  | Olímpico (LB)   | El Fortín de las Morochas    | 9 de marzo  | 21:30 | - |
| Quimsa              | 81 - 58  | Obras           | Estadio Ciudad               | 9 de marzo  | 22:00 | - |
| Regatas (C)         | 85 - 64  | Sionista        | José Jorge Contte            | 31 de marzo | 21:30 | - |

| Obras           | 87 - 75  | Olímpico (LB)       | Obras Sanitarias | 20 de marzo | 20:00 | -          |
| Boca Juniors    | 88 - 90  | Libertad            | Luis Conte       | 20 de marzo | 22:00 | TyC Sports |
| Atenas          | 79 - 75  | Gimnasia Indalo     | Carlos Cerutti   | 21 de marzo | 21:30 | TyC Sports |
| Weber Bahía     | 94 - 106 | Regatas (C)         | Osvaldo Casnova  | 21 de marzo | 21:30 | -          |
| Estudiantes (C) | 93 - 90  | Peñarol             | El Gigante Verde | 21 de marzo | 21:30 | -          |
| Sionista        | 84 - 89  | Argentino (J)       | Moisés Flesler   | 21 de marzo | 22:00 | -          |
| Quilmes         | 91 - 88  | La Unión de Formosa | Once Unidos      | 21 de marzo | 22:00 | DirecTV    |
| Quimsa          | 99 - 89  | Lanús               | Estadio Ciudad   | 21 de marzo | 22:00 | -          |

| Weber Bahía     | 83 - 81  | La Unión de Formosa | Osvaldo Casanova | 19 de marzo | 21:15 | -          |
| Sionista        | 92 - 84  | Peñarol             | Moisés Flesler   | 19 de marzo | 22:00 | TyC Sports |
| Boca Juniors    | 83 - 72  | Olímpico (LB)       | Luis Conde       | 22 de marzo | 20:00 | TyC Sports |
| Obras           | 85 - 70  | Libertad            | Obras Sanitarias | 22 de marzo | 22:00 | -          |
| Quilmes         | 79 - 76  | Regatas (C)         | Once Unidos      | 23 de marzo | 21:30 | -          |
| Estudiantes (C) | 82 - 74  | Argentino (J)       | El Gigante Verde | 23 de marzo | 21:30 | -          |
| Atenas          | 107 - 80 | Lanús               | Carlos Cerutti   | 23 de marzo | 21:30 | -          |
| Quimsa          | 81 - 75  | Gimnasia Indalo     | Estadio Ciudad   | 23 de marzo | 22:00 | -          |

| Lanús               | 84 - 97 | Boca Juniors    | Antonio Rotili               | 27 de marzo | 22:00 | TyC Sports |
| Libertad            | 71 - 67 | Sionista        | El Hogar de los Tigres       | 28 de marzo | 21:00 | DirecTV    |
| Peñarol             | 93 - 91 | Weber Bahía     | Islas Malvinas               | 3 de abril  | 21:00 | -          |
| Gimnasia Indalo     | 69 - 58 | Obras           | Socios Fundadores            | 3 de abril  | 21:30 | -          |
| Argentino (J)       | 71 - 63 | Quilmes         | El Fortín de las Morochas    | 3 de abril  | 21:30 | -          |
| Regatas (C)         | 86 - 75 | Atenas          | José Jorge Contte            | 3 de abril  | 22:00 | TyC Sports |
| La Unión de Formosa | 68 - 82 | Quimsa          | Polideportivo Cincuentenario | 3 de abril  | 22:00 | -          |
| Olímpico (LB)       | 75 - 88 | Estudiantes (C) | Vicente Rosales              | 3 de abril  | 22:00 | -          |

| Peñarol             | 86 - 59 | Quilmes         | Islas Malvinas               | 1 de abril | 22:00 | TyC Sports |
| Lanús               | 84 - 92 | Obras           | Antonio Rotili               | 5 de abril | 21:30 | DirecTV    |
| Regatas (C)         | 78 - 73 | Quimsa          | José Jorge Contte            | 5 de abril | 21:30 | -          |
| Gimnasia Indalo     | 88 - 93 | Boca Juniors    | Socios Fundadores            | 5 de abril | 21:30 | -          |
| La Unión de Formosa | 90 - 97 | Atenas          | Polideportivo Cincuentenario | 5 de abril | 21:30 | -          |
| Libertad            | 79 - 63 | Estudiantes (C) | El Hogar de los Tigres       | 5 de abril | 21:30 | -          |
| Argentino (J)       | 87 - 64 | Weber Bahía     | El Fortín de las Morochas    | 5 de abril | 21:30 | -          |
| Olímpico (LB)       | 82 - 65 | Sionista        | Vicente Rosales              | 5 de abril | 22:00 | -          |

## Tercera fase - playoffs
|  | Reclasificación | Reclasificación   | Reclasificación    |                 |   | Cuartos de final | Cuartos de final | Cuartos de final |  |     | Semifinales        | Semifinales | Semifinales |  |     | Final              | Final | Final |  |
|  |                 |                   |                    |                 |   |                  |                  |                  |  |     |                    |             |             |  |     |                    |       |       |  |
|  |                 |                   |                    |                 |   |                  |                  |                  |  |     |                    |             |             |  |     |                    |       |       |  |
|  |                 |                   |                    |                 |   |                  |                  |                  |  |     |                    |             |             |  |     |                    |       |       |  |
|  |                 |                   |                    |                 |   |                  |                  |                  |  |     |                    |             |             |  |     |                    |       |       |  |
|  |                 |                   |                    |                 |   |                  |                  |                  |  |     |                    |             |             |  |     |                    |       |       |  |
|  |                 | 1.°               | Regatas Corrientes | 3               |   |                  |                  |                  |  |     |                    |             |             |  |     |                    |       |       |  |
|  |                 |                   |                    | 3               |   |                  |                  |                  |  |     |                    |             |             |  |     |                    |       |       |  |
|  |                 |                   | 12.°               | Quimsa          | 1 |                  |                  |                  |  |     |                    |             |             |  |     |                    |       |       |  |
|  | 5.°             | Atenas            | 12.°               | Quimsa          | 1 | 1                |                  |                  |  |     |                    |             |             |  |     |                    |       |       |  |
|  | 5.°             | Atenas            |                    |                 |   |                  |                  |                  |  |     |                    |             |             |  |     |                    |       |       |  |
|  | 12.°            | Quimsa            | 3                  |                 |   |                  |                  |                  |  |     |                    |             |             |  |     |                    |       |       |  |
|  | 12.°            | Quimsa            | 3                  |                 |   |                  |                  |                  |  | 1.° | Regatas Corrientes | 3           |             |  |     |                    |       |       |  |
|  |                 |                   |                    |                 |   |                  |                  |                  |  | 1.° | Regatas Corrientes | 3           |             |  |     |                    |       |       |  |
|  |                 |                   | 6.°                | Argentino (J)   | 0 |                  |                  |                  |  |     |                    |             |             |  |     |                    |       |       |  |
|  |                 |                   | 6.°                | Argentino (J)   | 0 |                  |                  |                  |  |     |                    |             |             |  |     |                    |       |       |  |
|  |                 |                   |                    |                 |   |                  |                  |                  |  |     |                    |             |             |  |     |                    |       |       |  |
|  |                 |                   |                    |                 |   |                  |                  |                  |  |     |                    |             |             |  |     |                    |       |       |  |
|  |                 | 4.°               | Libertad           | 1               |   |                  |                  |                  |  |     |                    |             |             |  |     |                    |       |       |  |
|  |                 |                   |                    | 1               |   |                  |                  |                  |  |     |                    |             |             |  |     |                    |       |       |  |
|  |                 |                   | 6.°                | Argentino (J)   | 3 |                  |                  |                  |  |     |                    |             |             |  |     |                    |       |       |  |
|  | 6.°             | Argentino (J)     | 6.°                | Argentino (J)   | 3 | 3                |                  |                  |  |     |                    |             |             |  |     |                    |       |       |  |
|  | 6.°             | Argentino (J)     |                    |                 |   |                  |                  |                  |  |     |                    |             |             |  |     |                    |       |       |  |
|  | 11.°            | Ciclista Olímpico | 0                  |                 |   |                  |                  |                  |  |     |                    |             |             |  |     |                    |       |       |  |
|  | 11.°            | Ciclista Olímpico | 0                  |                 |   |                  |                  |                  |  |     |                    |             |             |  | 1.° | Regatas Corrientes | 2     |       |  |
|  |                 |                   |                    |                 |   |                  |                  |                  |  |     |                    |             |             |  | 1.° | Regatas Corrientes | 2     |       |  |
|  |                 |                   | 2.°                | Peñarol         | 4 |                  |                  |                  |  |     |                    |             |             |  |     |                    |       |       |  |
|  |                 |                   | 2.°                | Peñarol         | 4 |                  |                  |                  |  |     |                    |             |             |  |     |                    |       |       |  |
|  |                 |                   |                    |                 |   |                  |                  |                  |  |     |                    |             |             |  |     |                    |       |       |  |
|  |                 |                   |                    |                 |   |                  |                  |                  |  |     |                    |             |             |  |     |                    |       |       |  |
|  |                 | 2.°               | Peñarol            | 3               |   |                  |                  |                  |  |     |                    |             |             |  |     |                    |       |       |  |
|  |                 |                   |                    | 3               |   |                  |                  |                  |  |     |                    |             |             |  |     |                    |       |       |  |
|  |                 |                   | 9.°                | Quilmes         | 1 |                  |                  |                  |  |     |                    |             |             |  |     |                    |       |       |  |
|  | 8.°             | Sionista          | 9.°                | Quilmes         | 1 | 0                |                  |                  |  |     |                    |             |             |  |     |                    |       |       |  |
|  | 8.°             | Sionista          |                    |                 |   |                  |                  |                  |  |     |                    |             |             |  |     |                    |       |       |  |
|  | 9.°             | Quilmes           | 3                  |                 |   |                  |                  |                  |  |     |                    |             |             |  |     |                    |       |       |  |
|  | 9.°             | Quilmes           | 3                  |                 |   |                  |                  |                  |  | 2.° | Peñarol            | 3           |             |  |     |                    |       |       |  |
|  |                 |                   |                    |                 |   |                  |                  |                  |  | 2.° | Peñarol            | 3           |             |  |     |                    |       |       |  |
|  |                 |                   | 3.°                | Boca Juniors    | 0 |                  |                  |                  |  |     |                    |             |             |  |     |                    |       |       |  |
|  |                 |                   | 3.°                | Boca Juniors    | 0 |                  |                  |                  |  |     |                    |             |             |  |     |                    |       |       |  |
|  |                 |                   |                    |                 |   |                  |                  |                  |  |     |                    |             |             |  |     |                    |       |       |  |
|  |                 |                   |                    |                 |   |                  |                  |                  |  |     |                    |             |             |  |     |                    |       |       |  |
|  |                 | 3.°               | Boca Juniors       | 3               |   |                  |                  |                  |  |     |                    |             |             |  |     |                    |       |       |  |
|  |                 |                   |                    | 3               |   |                  |                  |                  |  |     |                    |             |             |  |     |                    |       |       |  |
|  |                 |                   | 7.°                | Gimnasia Indalo | 2 |                  |                  |                  |  |     |                    |             |             |  |     |                    |       |       |  |
|  | 7.°             | Gimnasia Indalo   | 7.°                | Gimnasia Indalo | 2 | 3                |                  |                  |  |     |                    |             |             |  |     |                    |       |       |  |
|  | 7.°             | Gimnasia Indalo   |                    |                 |   |                  |                  |                  |  |     |                    |             |             |  |     |                    |       |       |  |
|  | 10.°            | Obras Sanitarias  | 1                  |                 |   |                  |                  |                  |  |     |                    |             |             |  |     |                    |       |       |  |
|  | 10.°            | Obras Sanitarias  | 1                  |                 |   |                  |                  |                  |  |     |                    |             |             |  |     |                    |       |       |  |
|  |                 |                   |                    |                 |   |                  |                  |                  |  |     |                    |             |             |  |     |                    |       |       |  |

El resultado que figura en cada serie es la suma de los partidos ganados por cada equipo.
El equipo que figura primero en cada llave es el que obtuvo la ventaja de localías.

### Reclasificación
Atenas - Quimsa
| 10 de abril, 22:00 | Atenas                                                            | 78–90        | Quimsa                                                                   | |  |  |
|                    | Parciales: 21-18, 22-15, 15-30, 20-27                             |              |                                                                          | |  |  |
|                    | Estadísticas Walter Herrmann 33 Walter Herrmann 9 Bruno Lábaque 3 | Pts Reb Asts | Estadísticas 18 Darren Douglas Phillip 9 Matías Sandes 4 Jonathan Treise | Pabellón: Polideportivo Carlos Cerutti, Córdoba Árbitros: Fabricio Leonardo Vito, Roverto Omar Smith, Mario José Aluz |  |  |
| serie 0 - 1        |                                                                   |              |                                                                          | |  |  |
|                    |                                                                   |              |                                                                          | |  |  |

| 12 de abril, 21:30 | Atenas                                                            | 91–88        | Quimsa                                                                         | |  |  |
|                    | Parciales: 23-21, 24-16, 22-28, 22-23                             |              |                                                                                | |  |  |
|                    | Estadísticas Alexis Elsener 25 Walter Herrmann 13 Bruno Lábaque 4 | Pts Reb Asts | Estadísticas 35 Xavier Silas 8 Darren Douglas Phillip 5 Darren Douglas Phillip | Pabellón: Polideportivo Carlos Cerutti, Córdoba Árbitros: Fernando Sampietro, Alejandro Ramallo, Rodrigo Fernando Castillo |  |  |
| serie 1 - 1        |                                                                   |              |                                                                                | |  |  |
|                    |                                                                   |              |                                                                                | |  |  |

| 15 de abril, 22:00 | Quimsa                                                                                   | 86–84        | Atenas                                                            | |  |  |
|                    | Parciales: 22-25, 23-13, 22-27, 19-19                                                    |              |                                                                   | |  |  |
|                    | Estadísticas Darren Douglas Phillip 20 Darren Douglas Phillip 9 Darren Douglas Phillip 6 | Pts Reb Asts | Estadísticas 31 Walter Herrmann 6 Walter Herrmann 3 Bruno Lábaque | Pabellón: Estadio Ciudad, Santiago del Estero Árbitros: Alejandro César Chiti, Oscar Aníbal Brítez, Jorge Gustavo Chávez |  |  |
| serie 2 - 1        |                                                                                          |              |                                                                   | |  |  |
|                    |                                                                                          |              |                                                                   | |  |  |

| 17 de abril, 21:00 | Quimsa                                                                             | 82–73        | Atenas                                                              | |  |  |
|                    | Parciales: 23-13, 17-15, 27-20, 15-25                                              |              |                                                                     | |  |  |
|                    | Estadísticas Darren Douglas Phillip 31 Darren Douglas Phillip 17 Jonathan Treise 3 | Pts Reb Asts | Estadísticas 23 Walter Herrmann 11 Brian Williams 2 Federico Ferrín | Pabellón: Estadio Ciudad, Santiago del Estero Árbitros: Pablo Alberto Estévez, Daniel Rodrigo, Leonardo Damián Zalazar |  |  |
| serie 3 - 1        |                                                                                    |              |                                                                     | |  |  |
|                    |                                                                                    |              |                                                                     | |  |  |

Argentino (Junín) - Ciclista Olímpico
| 10 de abril, 21:30 | Argentino (J)                                                           | 92–87        | Ciclista Olímpico                                                  | |  |  |
|                    | Parciales: 12-20, 30-16, 27-14, 23-37                                   |              |                                                                    | |  |  |
|                    | Estadísticas Franco Nicolás Balbi 21 Marcus Melvin 7 Marcos Saglietti 4 | Pts Reb Asts | Estadísticas 19 Jesse Pellot Rosa 10 Cristian Amicucci 4 Ariel Pau | Pabellón: El Fortín de las Morochas, Junín Árbitros: Pablo Alberto Estévez, Alejandro Ramallo, Leonardo Damián Zalazar |  |  |
| serie 1 - 0        |                                                                         |              |                                                                    | |  |  |
|                    |                                                                         |              |                                                                    | |  |  |

| 12 de abril, 21:30 | Argentino (J)                                                              | 78–69        | Ciclista Olímpico                                                        | |  |  |
|                    | Parciales: 19-24, 18-14, 27-17, 14-14                                      |              |                                                                          | |  |  |
|                    | Estadísticas Franco Nicolás Balbi 28 Naim Lucas Pérez 5 Naim Lucas Pérez 3 | Pts Reb Asts | Estadísticas 21 Jesse Pellot Rossa 8 Fernando Malara 2 Cristian Amicucci | Pabellón: El Fortín de las Morochas, Junín Árbitros: Daniel Rodrigo, Roberto Omar Smith, Oscar Aníbal Britez |  |  |
| serie 2 - 0        |                                                                            |              |                                                                          | |  |  |
|                    |                                                                            |              |                                                                          | |  |  |

| 16 de abril, 22:00 | Ciclista Olímpico                                                       | 83–85        | Argentino (J)                                                 | |  |  |
|                    | Parciales: 10-23, 24-19, 25-24, 24-19                                   |              |                                                               | |  |  |
|                    | Estadísticas Jesse Pellot Rosa 31 Cristian Amicucci 13 Mariano García 3 | Pts Reb Asts | Estadísticas 18 Marcus Melvin 7 Marcus Melvin 7 Marcus Melvin | Pabellón: Estadio Vicente Rosales, La Banda Árbitros: Fernando Sampietro, Diego Hernán Rougier, Leonardo Javier Mendoza |  |  |
| serie 0 - 3        |                                                                         |              |                                                               | |  |  |
|                    |                                                                         |              |                                                               | |  |  |

Gimnasia Indalo - Obras Sanitarias
| 9 de abril, 21:30 | Gimnasia Indalo                                                               | 64–60        | Obras Sanitarias                                                      | |  |  |
|                   | Parciales: 15-14, 17-16, 14-17, 18-13                                         |              |                                                                       | |  |  |
|                   | Estadísticas Kent Byron Jhonson II 21 Kent Byron Jhonson II 13 Diego Cavaco 2 | Pts Reb Asts | Estadísticas 17 Cedric McGowan 10 Iván Basualdo 2 Alejandro Konsztadt | Pabellón: Estadio Socios Fundadores, Comodoro Rivadavia Árbitros: Fernando Sampietro, Sergio Gabriel Tarifeño, Oscar Antonio Martinetto |  |  |
| serie 1 - 0       |                                                                               |              |                                                                       | |  |  |
|                   |                                                                               |              |                                                                       | |  |  |

| 11 de abril, 21:30 | Gimnasia Indalo                                                         | 90–72        | Obras Sanitarias                                                            | |  |  |
|                    | Parciales: 22-17, 21-17, 20-24, 27-14                                   |              |                                                                             | |  |  |
|                    | Estadísticas Sam Clancy Jr. 19 Pablo Martín Orlietti 8 Santiago Scala 4 | Pts Reb Asts | Estadísticas 18 Juan Manuel Fernández 7 Iván Basualdo 3 Alejandro Konsztadt | Pabellón: Estadio Socios Fundadores, Comodoro Rivadavia Árbitros: Alejandro César Chiti, Diego Hernán Rougier, Leonardo Javier Mendoza |  |  |
| serie 2 - 0        |                                                                         |              |                                                                             | |  |  |
|                    |                                                                         |              |                                                                             | |  |  |

| 14 de abril, 20:30 | Obras Sanitarias                                                       | 80–78        | Gimnasia Indalo                                                          | |  |  |
|                    | Parciales: 21-18, 12-18, 23-21, 24-21                                  |              |                                                                          | |  |  |
|                    | Estadísticas Cedric McGowan 17 Iván Basualdo 7 Juan Manuel Fernández 3 | Pts Reb Asts | Estadísticas 20 Santiago Scala 13 Sam Clancy Jr. 6 Nicolás De Los Santos | Pabellón: Estadio Obras Sanitarias, Buenos Aires Árbitros: Pablo Alberto Estévez, Julio Dinamarca, Silvio Gastón Guzmán |  |  |
| serie 1 - 2        |                                                                        |              |                                                                          | |  |  |
|                    |                                                                        |              |                                                                          | |  |  |

| 16 de abril, 20:30 | Obras Sanitarias                                                            | 73–82        | Gimnasia Indalo                                                          | |  |  |
|                    | Parciales: 20-23, 16-14, 21-26, 16-19                                       |              |                                                                          | |  |  |
|                    | Estadísticas Alejandro Konsztadt 19 Iván Basualdo 6 Juan Manuel Fernández 4 | Pts Reb Asts | Estadísticas 17 Nicolás De Los Santos 17 Sam Clancy Jr. 5 Santiago Scala | Pabellón: Estadio Obras Sanitarias, Buenos Aires Árbitros: Juan José María Fernández, Fabricio Leonardo Vito, Mario José Aluz |  |  |
| serie 1 - 3        |                                                                             |              |                                                                          | |  |  |
|                    |                                                                             |              |                                                                          | |  |  |

Sionista - Quilmes
| 9 de abril, 22:00 | Sionista                                                               | 72–82        | Quilmes                                                                        | |  |  |
|                   | Parciales: 21-25, 15-18, 20-22, 16-17                                  |              |                                                                                | |  |  |
|                   | Estadísticas Alejandro Zilli 12 Alejandro Zilli 9 Juan Pablo Cantero 2 | Pts Reb Asts | Estadísticas 25 Walter Clay Baxley 3 Mario José Ghersetti 7 Fabián Oscar Sahdi | Pabellón: Estadio Moisés Flesler, Paraná Árbitros: Daniel Rodrigo, Fabricio Leonardo Vito, Fabio Osmar Alaniz |  |  |
| serie 0 - 1       |                                                                        |              |                                                                                | |  |  |
|                   |                                                                        |              |                                                                                | |  |  |

| 11 de abril, 21:00 | Sionista                                                                       | 80–85        | Quilmes                                                                   | |  |  |
|                    | Parciales: 12-16, 24-15, 23-25, 21-29                                          |              |                                                                           | |  |  |
|                    | Estadísticas Eniel Jhon Polynice 19 Eniel Jhon Polynice 6 Daniel Hernán Hure 4 | Pts Reb Asts | Estadísticas 26 Walter Clay Baxley 13 Mario José Ghersetti 4 Luca Vildoza | Pabellón: Estadio Moisés Flesler, Paraná Árbitros: Juan José María Fernández, Oscar Aníbal Brítez, Leonardo Damián Zalazar |  |  |
| serie 0 - 2        |                                                                                |              |                                                                           | |  |  |
|                    |                                                                                |              |                                                                           | |  |  |

| 15 de abril, 21:30 | Quilmes                                                                           | 89–79        | Sionsita                                                                       | |  |  |
|                    | Parciales: 26-11, 22-20, 14-19, 27-29                                             |              |                                                                                | |  |  |
|                    | Estadísticas Mario José Ghersetti 24 Mario José Ghersetti 13 Walter Clay Baxley 6 | Pts Reb Asts | Estadísticas 18 Juan Pablo Cantero 6 Alejandro Zilli 6 Gustavo Nicolás Aguirre | Pabellón: Estadio Once Unidos, Mar del Plata Árbitros: Alejandro Ramallo, Sergio Gabriel Tarifeño, Julio Dinamarca |  |  |
| serie 3 - 0        |                                                                                   |              |                                                                                | |  |  |
|                    |                                                                                   |              |                                                                                | |  |  |

### Cuartos de final
Regatas Corrientes - Quimsa
| 23 de abril, 22:00 | Regatas Corrientes                                                               | 92–83        | Quimsa                                                               | |  |  |
|                    | Parciales: 27-13, 21-20, 15-18, 29-32                                            |              |                                                                      | |  |  |
|                    | Estadísticas Paolo Quinteros 26 Ricardo Sánchez Rosa 7 Phillip Mc Henry Hopson 5 | Pts Reb Asts | Estadísticas 20 Xavier James Silas 7 Matías Sandes 5 Jonathan Treise | Pabellón: Estadio José Jorge Contte, Corrientes Árbitros: Fabricio Leonardo Vito Sergio Gabriel Tarifeño Oscar Antonio Martinetto |  |  |
| serie 1 - 0        |                                                                                  |              |                                                                      | |  |  |
|                    |                                                                                  |              |                                                                      | |  |  |

| 25 de abril, 21:30 | Regatas Corrientes                                                         | 92–78        | Quimsa                                                                        | |  |  |
|                    | Parciales: 28-25, 24-16, 16-17, 24-20                                      |              |                                                                               | |  |  |
|                    | Estadísticas Miguel Gerlero 14 Phillip Mc Henry Hopson 5 Javier Martínez 6 | Pts Reb Asts | Estadísticas 25 Darren Phillip 9 Damián Ezequiel Tintorelli 3 Jonathan Treise | Pabellón: Estadio José Jorge Contte, Corrientes Árbitros: Juan José María Fernández, Roberto Omar Smith, Silvio Gastón Guzmán |  |  |
| serie 2 - 0        |                                                                            |              |                                                                               | |  |  |
|                    |                                                                            |              |                                                                               | |  |  |

| 29 de abril, 20:00 | Quimsa                                                             | 79–77        | Regatas Corrientes                                                          | |  |  |
|                    | Parciales: 19-14, 20-23, 15-18, 25-22                              |              |                                                                             | |  |  |
|                    | Estadísticas Jonathan Treise 14 Darren Phillip 8 Jonathan Treise 5 | Pts Reb Asts | Estadísticas 14 Javier Martínez 6 Hopson Phillip Mc Henry 4 Javier Martínez | Pabellón: Estadio Ciudad, Santiago del Estero Árbitros: Alejandro César Chiti, Diego Hernán Rougier, Oscar Aníbal Brítez |  |  |
| serie 1 - 2        |                                                                    |              |                                                                             | |  |  |
|                    |                                                                    |              |                                                                             | |  |  |

| 1 de mayo, 22:00 | Quimsa                                                                         | 78–80        | Regatas Corrientes                                                         | |  |  |
|                  | Parciales: 19-22, 20-10, 16-18, 23-30                                          |              |                                                                            | |  |  |
|                  | Estadísticas Xavier James Silas 26 Sebastián Ernesto Vega 12 Jonathan Treise 6 | Pts Reb Asts | Estadísticas 22 Paolo Quinteros 7 Miguel Gerlero 3 Hopson Phillip Mc Henry | Pabellón: Estadio Ciudad, Santiago del Estero Árbitros: Daniel Rodrigo, Fernando Sampietro, Leonardo Javier Mendoza |  |  |
| serie 1 - 3      |                                                                                |              |                                                                            | |  |  |
|                  |                                                                                |              |                                                                            | |  |  |

Peñarol - Quilmes
| 24 de abril, 22:00 | Peñarol                                                                   | 82–85        | Quilmes                                                                   | |  |  |
|                    | Parciales: 16-21, 16-28, 24-6, 16-17 (T.E.: 10-13)                        |              |                                                                           | |  |  |
|                    | Estadísticas Facundo Campazzo 36 Martín Darío Leiva 17 Facundo Campazzo 4 | Pts Reb Asts | Estadísticas 26 Federico Juan Marín 13 Federico Juan Marín 2 Luca Vildoza | Pabellón: Polideportivo Islas Malvinas, Mar del Plata Árbitros: Alejandro César Chiti, Diego Hernán Rougier, Oscar Aníbal Brítez |  |  |
| serie 0 - 1        |                                                                           |              |                                                                           | |  |  |
|                    |                                                                           |              |                                                                           | |  |  |

| 26 de abril, 21:30 | Peñarol                                                                      | 88–68        | Quilmes                                                                        | |  |  |
|                    | Parciales: 27-14, 21-16, 18-17, 22-21                                        |              |                                                                                | |  |  |
|                    | Estadísticas Adrián Héctor Boccia 19 Facundo Campazzo 10 Facundo Campazzo 11 | Pts Reb Asts | Estadísticas 21 Walter Clay Baxley 11 Walter Clay Baxley 2 Federico Juan Marín | Pabellón: Polideportivo Islas Malvinas, Mar del Plata Árbitros: Pablo Alberto Estévez, Fernando Sampietro, Leonardo Javier Mendoza |  |  |
| serie 1 - 1        |                                                                              |              |                                                                                | |  |  |
|                    |                                                                              |              |                                                                                | |  |  |

| 29 de abril, 21:30 | Quilmes                                                                | 68–80        | Peñarol                                                                   | |  |  |
|                    | Parciales: 19-19, 20-18, 16-19, 13-24                                  |              |                                                                           | |  |  |
|                    | Estadísticas Maximiliano Maciel 17 Diego Romero 6 Walter Clay Baxley 5 | Pts Reb Asts | Estadísticas 32 Facundo Campazzo 13 Martín Darío Leiva 8 Facundo Campazzo | Pabellón: Estadio Once Unidos, Mar del Plata Árbitros: Daniel Rodrigo, Roberto Omar Smith, Leonardo Damián Zalazar |  |  |
| serie 1 - 2        |                                                                        |              |                                                                           | |  |  |
|                    |                                                                        |              |                                                                           | |  |  |

| 1 de mayo, 22:00 | Quilmes                                                                  | 70–80        | Peñarol                                                                | |  |  |
|                  | Parciales: 18-19, 23-18, 17-23, 12-20                                    |              |                                                                        | |  |  |
|                  | Estadísticas Walter Clay Baxley 22 Facundo Piñero 6 Walter Clay Baxley 3 | Pts Reb Asts | Estadísticas 15 Adrián Héctor Boccia 9 Martín Leiva 9 Facundo Campazzo | Pabellón: Estadio Once Unidos, Mar del Plata Árbitros: Fabricio Leonardo Vito, Alejandro Ramallo, Sergio Gabriel Tarifeño |  |  |
| serie 1 - 3      |                                                                          |              |                                                                        | |  |  |
|                  |                                                                          |              |                                                                        | |  |  |

Boca Juniors - Gimnasia Indalo
| 23 de abril, 20:00 | Boca Juniors                                                                          | 86–79        | Gimnasia Indalo                                                                 | |  |  |
|                    | Parciales: 18-22, 24-17, 20-19, 24-21                                                 |              |                                                                                 | |  |  |
|                    | Estadísticas Luis Eduardo Cequeira 24 Robert Clark Battle 10 Luis Eduardo Cequeira 10 | Pts Reb Asts | Estadísticas 20 Kent Byron Jhonson II 12 Kent Byron Jhonson II 4 Santiago Scala | Pabellón: Microestadio Luis Conde, Buenos Aires Árbitros: Daniel Rodrigo, Roberto Omar Smith, Oscar Aníbal Brítez |  |  |
| serie 1 - 0        |                                                                                       |              |                                                                                 | |  |  |
|                    |                                                                                       |              |                                                                                 | |  |  |

| 25 de abril, 21:00 | Boca Juniors                                                        | 76–70        | Gimnasia Indalo                                                     | |  |  |
|                    | Parciales: 14-16, 25-18, 19-18, 18-18                               |              |                                                                     | |  |  |
|                    | Estadísticas Gary Flowers 17 Gary Flowers 9 Luis Eduardo Cequeira 4 | Pts Reb Asts | Estadísticas 20 Sam Clancy, Jr. 13 Sam Clancy, Jr. 3 Santiago Scala | Pabellón: Microestadio Luis Conde, Buenos Aires Árbitros: Fernando Sampietro, Alejandro Ramallo, Fabio Osmar Alaniz |  |  |
| serie 2 - 0        |                                                                     |              |                                                                     | |  |  |
|                    |                                                                     |              |                                                                     | |  |  |

| 29 de abril, 21:30 | Gimnasia Indalo                                                                | 82–61        | Boca Juniors                                                                | |  |  |
|                    | Parciales: 18-22, 16-2, 25-21, 23-16                                           |              |                                                                             | |  |  |
|                    | Estadísticas Santiago Scala 24 Nicolás De Los Santos 6 Nicolás De Los Santos 5 | Pts Reb Asts | Estadísticas 19 Luis Eduardo Cequeira 10 Robert Clark Battle 1 Gary Flowers | Pabellón: Estadio Socios Fundadores, Comodoro Rivadavia Árbitros: Pablo Alberto Estévez, Sergio Gabriel Tarifeño, Julio Dinamarca |  |  |
| serie 1 - 2        |                                                                                |              |                                                                             | |  |  |
|                    |                                                                                |              |                                                                             | |  |  |

| 1 de mayo; 21:30 | Gimnasia Indalo                                                                | 72–60        | Boca Juniors                                                                       | |  |  |
|                  | Parciales: 17-16, 24-15, 13-12, 18-17                                          |              |                                                                                    | |  |  |
|                  | Estadísticas Samuel Clancy Jr. 23 Samuel Clancy Jr. 16 Nicolás De Los Santos 5 | Pts Reb Asts | Estadísticas 19 Robert Clark Battle 11 Robert Clark Battle 3 Luis Eduardo Cequeira | Pabellón: Estadio Socios Fundadores, Comodoro Rivadavia Árbitros: Alejandro César Chiti, Diego Hernán Rougier, Rodrigo Fernando Castillo |  |  |
| serie 2 - 2      |                                                                                |              |                                                                                    | |  |  |
|                  |                                                                                |              |                                                                                    | |  |  |

| 4 de mayo, 21:30 | Boca Juniors                                               | 89–83        | Gimnasia Indalo                                                    | |  |  |
|                  | Parciales: 20-23, 20-23, 21-14, 28-23                      |              |                                                                    | |  |  |
|                  | Estadísticas Gary Flowers 21 Gary Flowers 10 Selem Safar 4 | Pts Reb Asts | Estadísticas 22 Diego Cavaco 13 Samuel Clancy Jr. 4 Santiago Scala | Pabellón: Microestadio Luis Conde, Buenos Aires Árbitros: Rodrigo Daniel, Juan José María Fernández, Silvio Gastón Guzman |  |  |
| serie 3 - 2      |                                                            |              |                                                                    | |  |  |
|                  |                                                            |              |                                                                    | |  |  |

Libertad - Argentino (Junín)
| 24 de abril, 20:00 | Libertad                                                                          | 81–70        | Argentino (J)                                                                        | |  |  |
|                    | Parciales: 21-14, 19-27, 18-17, 23-12                                             |              |                                                                                      | |  |  |
|                    | Estadísticas Hakeem Atiopa Rollins 19 Hakeem Atiopa Rollins 11 Diego Ciorciari 14 | Pts Reb Asts | Estadísticas 17 Franco Nicolás Balbi 16 Marcus Antione Melvin 4 Franco Nicolás Balbi | Pabellón: El Hogar de los Tigres, Sunchales Árbitros: Juan José María Fernández, Sergio Gabriel Tarifeño, Rodrigo Fernando Castillo |  |  |
| serie 1 - 0        |                                                                                   |              |                                                                                      | |  |  |
|                    |                                                                                   |              |                                                                                      | |  |  |

| 26 de abril, 21:30 | Libertad                                                                | 68–82        | Argentino (J)                                                             | |  |  |
|                    | Parciales: 23-19, 14-25, 18-21, 13-17                                   |              |                                                                           | |  |  |
|                    | Estadísticas Diego Damián García 32 Diego Lo Grippo 8 Diego Ciorciari 8 | Pts Reb Asts | Estadísticas 20 Andrés Landoni 7 Marcus Antione Melvin 4 Naim Lucas Pérez | Pabellón: El Hogar de los Tigres, Sunchales Árbitros: Alejandro César Chiti, Daniel Rodrigo, Mario José Aluz |  |  |
| serie 1 - 1        |                                                                         |              |                                                                           | |  |  |
|                    |                                                                         |              |                                                                           | |  |  |

| 29 de abril | Argentino (J)                                                                         | 87–61        | Libertad                                                                               | |  |  |
|             | Parciales: 20-11, 28-17, 19-23, 20-10                                                 |              |                                                                                        | |  |  |
|             | Estadísticas Marcus Antione Melvin 20 Marcus Antione Melvin 14 Franco Nicolás Balbi 6 | Pts Reb Asts | Estadísticas 14 Diego Damián García 5 Diego Ciorciari 3 Juan Emiliano Fernández Chávez | Pabellón: El Fortín de las Morochas, Junín Árbitros: Fabricio Leonardo Vito, Alejandro Ramallo, Jorge Gustavo Chávez |  |  |
| serie 2 - 1 |                                                                                       |              |                                                                                        | |  |  |
|             |                                                                                       |              |                                                                                        | |  |  |

| 1 de mayo, 20:00 | Argentino (J)                                                                        | 100–63       | Libertad                                                                | |  |  |
|                  | Parciales: 24-11, 23-9, 31-25, 22-18                                                 |              |                                                                         | |  |  |
|                  | Estadísticas Naim Lucas Pérez 21 Emiliano Guillermo Basabe 17 Franco Nicolás Balbi 5 | Pts Reb Asts | Estadísticas 16 Diego Damián García 4 Diego Ciorciari 5 Diego Ciorciari | Pabellón: El Fortín de las Morochas, Junín Árbitros: Pablo Alberto Estévez, Oscar Aníbal Brítez, Leonardo Damián Zalazar |  |  |
| serie 3 - 1      |                                                                                      |              |                                                                         | |  |  |
|                  |                                                                                      |              |                                                                         | |  |  |

### Semifinales
Regatas Corrientes - Argentino (Junín)
| 7 de mayo, 22:00 | Regatas Corrientes                                                           | 77–69        | Argentino (J)                                                              | |  |  |
|                  | Parciales: 21-18, 18-24, 18-13, 20-14                                        |              |                                                                            | |  |  |
|                  | Estadísticas Paolo Quinteros 17 Fernando Martina 9 Hopson Phillip Mc Henry 5 | Pts Reb Asts | Estadísticas 16 Marcus Antione Melvin 10 Andres Landoni 4 Marcos Saglietti | Pabellón: Estadio José Jorge Contte, Corrientes Árbitros: Alejandro César Chiti, Juan José María Fernández, Rodrigo Fernando Castillo |  |  |
| serie 1 - 0      |                                                                              |              |                                                                            | |  |  |
|                  |                                                                              |              |                                                                            | |  |  |

| 9 de mayo, 21:00 | Regatas Corrientes                                                             | 74–68        | Argentino (J)                                                                        | |  |  |
|                  | Parciales: 21-20, 17-15, 17-19, 19-14                                          |              |                                                                                      | |  |  |
|                  | Estadísticas Ricardo Sánchez Rosa 21 Ricardo Sánchez Rosa 11 Hopson Mc Henry 6 | Pts Reb Asts | Estadísticas 13 Marcus Antione Melvin 6 Marcus Antione Melvin 5 Franco Nicolás Balbi | Pabellón: Estadio José Jorge Contte, Corrientes Árbitros: Daniel Rodrigo, Roberto Omar Smith, Sergio Gabriel Tarifeño |  |  |
| serie 2 - 0      |                                                                                |              |                                                                                      | |  |  |
|                  |                                                                                |              |                                                                                      | |  |  |

| 12 de mayo, 22:00 | Argentino (J)                                                                    | 68–72        | Regatas Corrientes                                                     | |  |  |
|                   | Parciales: 18-14, 18-18, 17-24, 15-16                                            |              |                                                                        | |  |  |
|                   | Estadísticas Marcus Antione Melvin 20 Marcus Antione Melvin 9 Lucas Pérez Naim 4 | Pts Reb Asts | Estadísticas 13 Fernando Martina 14 Fernando Martina 7 Paolo Quinteros | Pabellón: El Fortín de las Morochas, Junín Árbitros: Diego Hernán Rougier, Alejandro Ramallo, Oscar Aníbal Brítez |  |  |
| serie 0 - 3       |                                                                                  |              |                                                                        | |  |  |
|                   |                                                                                  |              |                                                                        | |  |  |

Peñarol - Boca Juniors
| 8 de mayo, 22:00 | Peñarol                                                                            | 81–79        | Boca Juniors                                                        | |  |  |
|                  | Parciales: 14-19, 11-14, 30-25, 26-21                                              |              |                                                                     | |  |  |
|                  | Estadísticas Leonardo Martín Gutiérrez 17 Martín Darío Leiva 13 Facundo Campazzo 9 | Pts Reb Asts | Estadísticas 28 Selem Safar 10 Robert Clark Battle 8 Lucas Faggiano | Pabellón: Polideportivo Islas Malvinas, Mar del Plata Árbitros: Pablo Alberto Estévez, Fernando Sampietro, Leonardo Damián Zalazar |  |  |
| serie 1 - 0      |                                                                                    |              |                                                                     | |  |  |
|                  |                                                                                    |              |                                                                     | |  |  |

| 10 de mayo, 21:00 | Peñarol                                                                      | 81–67        | Boca Juniors                                                      | |  |  |
|                   | Parciales: 16-19, 19-20, 34-11, 12-17                                        |              |                                                                   | |  |  |
|                   | Estadísticas Leonardo Martín Gutiérrez 23 Adrian Boccia 9 Facundo Campazzo 4 | Pts Reb Asts | Estadísticas 19 Gary Flowers 9 Gary Flowers 3 Robert Clark Battle | Pabellón: Polideportivo Islas Malvinas, Mar del Plata Árbitros: Fabricio Leonardo Vito, Diego Hernán Rougier, Oscar Aníbal Brítez |  |  |
| serie 2 - 0       |                                                                              |              |                                                                   | |  |  |
|                   |                                                                              |              |                                                                   | |  |  |

| 13 de mayo, 20:00 | Boca Juniors                                                       | 73–83        | Peñarol                                                                             | |  |  |
|                   | Parciales: 7-21, 19-17, 30-15, 17-30                               |              |                                                                                     | |  |  |
|                   | Estadísticas Gary Flowers 28 Robert Clark Battle 8 Marcos D'Elia 2 | Pts Reb Asts | Estadísticas 16 Facundo Campazzo 7 Leonardo Martín Gutiérrez 5 Adrian Héctor Boccia | Pabellón: Microestadio Luis Conde, Buenos Aires Árbitros: Alejandro César Chiti, Roberto Omar Smith, Sergio Gabriel Tarifeño |  |  |
| serie 0 - 3       |                                                                    |              |                                                                                     | |  |  |
|                   |                                                                    |              |                                                                                     | |  |  |

### Final
| 21 de mayo, 22:00 | Regatas Corrientes                                                               | 86–77        | Peñarol                                                             | |  |  |
|                   | Parciales: 14-16, 28-17, 20-26, 24-18                                            |              |                                                                     | |  |  |
|                   | Estadísticas Paolo Quinteros 22 Ricardo Sánchez Rosa 9 Hopson Phillip Mc Henry 4 | Pts Reb Asts | Estadísticas 25 Facundo Campazzo 7 Adrián Boccia 8 Facundo Campazzo | Pabellón: Estadio José Jorge Contte, Corrientes Árbitros: Pablo Alberto Estévez, Juan José María Fernández, Oscar Aníbal Brítez |  |  |
| serie 1 - 0       |                                                                                  |              |                                                                     | |  |  |
|                   |                                                                                  |              |                                                                     | |  |  |

| 23 de mayo, 22:00 | Regatas Corrientes                                                   | 82–103       | Peñarol                                                                    | |  |  |
|                   | Parciales: 16-24, 17-24, 18-27, 31-28                                |              |                                                                            | |  |  |
|                   | Estadísticas Paolo Quinteros 21 Fernando Martina 6 Paolo Quinteros 4 | Pts Reb Asts | Estadísticas 21 Facundo Campazzo 7 Adrián Héctor Boccia 9 Facundo Campazzo | Pabellón: Estadio José Jorge Contte, Corrientes Árbitros: Alejandro César Chiti, Diego Hernán Rougier, Roberto Omar Smith |  |  |
| serie 1 - 1       |                                                                      |              |                                                                            | |  |  |
|                   |                                                                      |              |                                                                            | |  |  |

| 27 de mayo, 22:00 | Peñarol                                                              | 94–77        | Regatas Corrientes                                                            | |  |  |
|                   | Parciales: 28-18, 22-19, 24-17, 20-23                                |              |                                                                               | |  |  |
|                   | Estadísticas Adrián Boccia 27 Martín Leiva 11 Adrián Héctor Boccia 6 | Pts Reb Asts | Estadísticas 19 Fernando Martina 8 Fernando Martina 9 Hopson Phillip Mc Henry | Pabellón: Polideportivo Islas Malvinas, Mar del Plata Árbitros: Daniel Rodrigo, Alejandro Ramallo, Sergio Gabriel Tarifeño |  |  |
| serie 2 - 1       |                                                                      |              |                                                                               | |  |  |
|                   |                                                                      |              |                                                                               | |  |  |

| 29 de mayo, 23:00 | Peñarol                                                                  | 95–91        | Regatas Corrientes                                                   | |  |  |
|                   | Parciales: 27-21, 18-15, 25-19, 25-36                                    |              |                                                                      | |  |  |
|                   | Estadísticas Facundo Campazzo 25 Leonardo Gutiérrez 5 Facundo Campazzo 6 | Pts Reb Asts | Estadísticas 42 Paolo Quinteros 7 Fernando Martina 3 Javier Martínez | Pabellón: Polideportivo Islas Malvinas, Mar del Plata Árbitros: Fernando Sampietro, Fabricio Leonardo Vito, Oscar Aníbal Brítez |  |  |
| serie 3 - 1       |                                                                          |              |                                                                      | |  |  |
|                   |                                                                          |              |                                                                      | |  |  |

| 2 de junio, 22:00 | Regatas Corrientes                                                | 104–73       | Peñarol                                                                  | |  |  |
|                   | Parciales: 25-15, 29-21, 28-15, 22-22                             |              |                                                                          | |  |  |
|                   | Estadísticas Paolo Quinteros 18 Nicolás Romano 7 Phillip Hopson 7 | Pts Reb Asts | Estadísticas 15 Facundo Campazzo 6 Martín Darío Leiva 3 Facundo Campazzo | Pabellón: Estadio José Jorge Contte, Corrientes Árbitros: Pablo Alberto Estévez, Alejandro César Chiti, Juan José María Fernández |  |  |
| serie 2 - 3       |                                                                   |              |                                                                          | |  |  |
|                   |                                                                   |              |                                                                          | |  |  |

| 5 de junio, 22:00 | Peñarol                                                         | 88–73        | Regatas Corrientes                                                 | |  |  |
|                   | Parciales: 24-19, 20-10, 17-14, 27-30                           |              |                                                                    | |  |  |
|                   | Estadísticas Facundo Campazzo 33 Martín Leiva 8 Adrián Boccia 5 | Pts Reb Asts | Estadísticas 24 Paolo Quinteros 8 Nicolás Romano 3 Javier Martínez | Pabellón: Polideportivo Islas Malvinas, Mar del Plata Árbitros: Pablo Alberto Estévez, Rodrigo Daniel, Diego Hernán Rougier |  |  |
| serie 4 - 2       |                                                                 |              |                                                                    | |  |  |
|                   |                                                                 |              |                                                                    | |  |  |

## Posiciones finales
| Posiciones finales | Posiciones finales      | Posiciones finales | Posiciones finales | Posiciones finales | Posiciones finales | Posiciones finales | Posiciones finales | Posiciones finales |
| Equipo             | Equipo                  | Pts                | PJ                 | PG                 | PP                 | TF                 | TC                 | Dif                |
| ------------------ | ----------------------- | ------------------ | ------------------ | ------------------ | ------------------ | ------------------ | ------------------ | ------------------ |
| 1.º                | Peñarol                 | 100.0              | 57                 | 43                 | 14                 | 4851               | 4460               | + 391              |
| 2.º                | Regatas Corrientes      | 102.0              | 57                 | 45                 | 12                 | 4810               | 4361               | + 449              |
| 3.º                | Boca Juniors            | 84.0               | 52                 | 32                 | 20                 | 3978               | 3791               | + 187              |
| 4.º                | Argentino (Junín)       | 82.0               | 54                 | 28                 | 26                 | 4129               | 4078               | + 50               |
| 5.º                | Libertad (Sunchales)    | 73.0               | 48                 | 25                 | 23                 | 3723               | 3757               | - 34               |
| 6.º                | Gimnasia Indalo         | 82.0               | 53                 | 29                 | 24                 | 4127               | 4035               | + 92               |
| 7.º                | Quilmes (Mar del Plata) | 77.0               | 51                 | 26                 | 25                 | 3997               | 4111               | - 114              |
| 8.º                | Quimsa                  | 77.0               | 52                 | 25                 | 27                 | 4114               | 4160               | - 46               |
| 9.º                | Atenas                  | 73.0               | 48                 | 25                 | 23                 | 3859               | 3877               | - 18               |
| 10.º               | Sionista                | 68.0               | 47                 | 21                 | 26                 | 3569               | 3600               | - 31               |
| 11.º               | Obras                   | 71.0               | 48                 | 23                 | 25                 | 3540               | 3574               | - 34               |
| 12.º               | Ciclista Olímpico       | 66.0               | 47                 | 19                 | 28                 | 3739               | 3828               | - 89               |
| 13.º               | Estudiantes Concordia   | 64.0               | 44                 | 20                 | 24                 | 3245               | 3286               | - 41               |
| 14.º               | Weber Bahía             | 60.0               | 44                 | 16                 | 28                 | 3347               | 3499               | - 152              |
| 15.º               | Lanús                   | 53.0               | 44                 | 9                  | 35                 | 3275               | 3578               | - 303              |
| 16.º               | La Unión de Formosa     | 53.0               | 44                 | 9                  | 35                 | 3417               | 3725               | - 308              |

|  |                                                     |
|  | Clasificados a la Liga de las Américas 2015.        |
|  | Clasificados a la Liga Sudamericana de Clubes 2014. |

## Clasificación a competencias internacionales

### Liga de las Américas
| Peñarol Campeón de la LNB | Regatas Corrientes Subcampeón de la LNB |

### Liga Sudamericana de Clubes
| Boca Juniors Tercero de la LNB | Argentino de Junín Cuarto de la LNB | Libertad (Sunchales) Quinto de la LNB |

## Estadísticas individuales

### Fase regular
Fuente: web oficial
| Puntos convertidos    | Puntos convertidos  | Puntos convertidos | Puntos convertidos | Puntos convertidos | Puntos convertidos |
| Jugador               | Equipo              | PJ                 | min                | pts                | prom               |
| --------------------- | ------------------- | ------------------ | ------------------ | ------------------ | ------------------ |
| Justin Anthony Keenan | La Unión de Formosa | 44                 | 1413:02            | 882                | 20.04              |
| Walter Herrmann       | Atenas              | 39                 | 1344:45            | 861                | 22.07              |
| Walter Clay Baxley    | Quilmes             | 44                 | 1400:27            | 848                | 19.27              |
| Diego Damián García   | Libertad            | 44                 | 1349:41            | 784                | 17.81              |
| Leonardo Gutiérrez    | Peñarol             | 44                 | 1347:47            | 743                | 16.88              |

| Asistencias             | Asistencias  | Asistencias | Asistencias | Asistencias | Asistencias |
| Jugador                 | Equipo       | PJ          | min         | as          | prom        |
| ----------------------- | ------------ | ----------- | ----------- | ----------- | ----------- |
| Facundo Campazzo        | Peñarol      | 38          | 1169:58     | 216         | 5.68        |
| Phillip Mc Henry Hopson | Regatas (C)  | 42          | 1198:32     | 179         | 4.26        |
| Luis Eduardo Cequeira   | Boca Juniors | 44          | 1197:27     | 179         | 4.06        |
| Bruno Lábaque           | Atenas       | 33          | 1022:55     | 179         | 5.42        |
| Diego Ciorciari         | Libertad     | 41          | 1053:26     | 176         | 4.29        |

| Valoración             | Valoración          | Valoración | Valoración | Valoración | Valoración |
| Jugador                | Equipo              | PJ         | min        | val        | prom       |
| ---------------------- | ------------------- | ---------- | ---------- | ---------- | ---------- |
| Justin Anthony Keenan  | La Unión de Formosa | 44         | 1413:02    | 1080       | 24.54      |
| Lee Roberts            | Estudiantes (C)     | 44         | 1506:31    | 990        | 22.5       |
| Samuel Clancy Jr.      | Gimnasia Indalo     | 44         | 1399:57    | 962        | 21.86      |
| Darren Phillip Douglas | Quimsa              | 44         | 1321:28    | 929        | 21.11      |
| Walter Herrmann        | Atenas              | 39         | 1344:45    | 913        | 23.41      |

### Playoffs
Fuente: pickandroll.com.ar
| Puntos convertidos | Puntos convertidos | Puntos convertidos | Puntos convertidos | Puntos convertidos | Puntos convertidos |
| Jugador            | Equipo             | PJ                 | min                | pts                | prom               |
| ------------------ | ------------------ | ------------------ | ------------------ | ------------------ | ------------------ |
| Facundo Campazzo   | Peñarol            | 13                 | 452:44             | 262                | 20.2               |
| Paolo Quinteros    | Regatas (C)        | 13                 | 404:38             | 253                | 19.0               |
| Adrián Boccia      | Peñarol            | 13                 | 400:42             | 186                | 14.3               |
| Darren Phillip     | Quimsa             | 8                  | 257:53             | 160                | 20.0               |
| Xavier James Silas | Quimsa             | 8                  | 236:22             | 150                | 18.8               |

| Asistencias      | Asistencias   | Asistencias | Asistencias | Asistencias | Asistencias |
| Jugador          | Equipo        | PJ          | min         | as          | prom        |
| ---------------- | ------------- | ----------- | ----------- | ----------- | ----------- |
| Facundo Campazzo | Peñarol       | 13          | 452:44      | 86          | 6.6         |
| Phillip Hopson   | Regatas (C)   | 13          | 344:14      | 56          | 4.3         |
| Paolo Quinteros  | Regatas (C)   | 13          | 404:38      | 41          | 3.2         |
| Lucas Pérez Naim | Argentino (J) | 10          | 311.22      | 35          | 3.5         |
| Jonatan Treise   | Quimsa        | 8           | 274.15      | 34          | 4.3         |

| Valoración            | Valoración      | Valoración | Valoración | Valoración | Valoración |
| Jugador               | Equipo          | PJ         | min        | val        | prom       |
| --------------------- | --------------- | ---------- | ---------- | ---------- | ---------- |
| Facundo Campazzo      | Peñarol         | 13         | 452:44     | 380        | 29.2       |
| Paolo Quinteros       | Regatas (C)     | 13         | 404:38     | 253        | 19.5       |
| Samuel Clancy Jr.     | Gimnasia Indalo | 9          | 328:47     | 222        | 24.7       |
| Darren Phillip        | Quimsa          | 8          | 257:53     | 206        | 25.8       |
| Marcus Antione Melvin | Argentino (J)   | 10         | 310:56     | 200        | 20.0       |

### Campeonato completo
Fuente: pickandroll.com.ar
| Puntos convertidos    | Puntos convertidos  | Puntos convertidos | Puntos convertidos | Puntos convertidos | Puntos convertidos |
| Jugador               | Equipo              | PJ                 | min                | pts                | prom               |
| --------------------- | ------------------- | ------------------ | ------------------ | ------------------ | ------------------ |
| Walter Clay Baxley    | Quilmes             | 51                 | 1650:01            | 983                | 19.3               |
| Walter Herrmann       | Atenas              | 43                 | 1491:53            | 960                | 22.3               |
| Leonardo Gutiérrez    | Peñarol             | 57                 | 1752:24            | 890                | 15.6               |
| Justin Anthony Keenan | La Unión de Formosa | 44                 | 1413:22            | 884                | 20.1               |
| Diego Damián García   | Libertad            | 48                 | 1476:12            | 860                | 17.9               |

| Asistencias             | Asistencias  | Asistencias | Asistencias | Asistencias | Asistencias |
| Jugador                 | Equipo       | PJ          | min         | as          | prom        |
| ----------------------- | ------------ | ----------- | ----------- | ----------- | ----------- |
| Facundo Campazzo        | Peñarol      | 51          | 1622:42     | 302         | 5.9         |
| Phillip Mc Henry Hopson | Regatas (C)  | 55          | 1542:35     | 235         | 4.3         |
| Diego Ciorciari         | Libertad     | 45          | 1184:02     | 204         | 4.5         |
| Bruno Lábaque           | Atenas       | 37          | 1128:23     | 200         | 5.4         |
| Luis Eduardo Cequeira   | Boca Juniors | 50          | 1374:04     | 196         | 3.9         |

| Valoración             | Valoración          | Valoración | Valoración | Valoración | Valoración |
| Jugador                | Equipo              | PJ         | min        | val        | prom       |
| ---------------------- | ------------------- | ---------- | ---------- | ---------- | ---------- |
| Samuel Clancy Jr.      | Gimnasia Indalo     | 53         | 1728:44    | 1184       | 22.3       |
| Facundo Campazzo       | Peñarol             | 51         | 1622:42    | 1144       | 22.4       |
| Darren Phillip Douglas | Quimsa              | 52         | 1579:21    | 1131       | 21.8       |
| Justin Anthony Keenan  | La Unión de Formosa | 44         | 1413:02    | 1076       | 24.5       |
| Walter Herrmann        | Atenas              | 43         | 1491:53    | 1013       | 23.6       |

## Premios
| - MVP de la temporada - Walter Herrmann, Asociación Deportiva Atenas - MVP de las Finales de la LNB - Facundo Campazzo. - Mejor árbitro - Fernando Sampietro - Mejor dirigencia - Club de Regatas Corrientes - Revelación/debutante - Matías Bortolín, Club de Regatas Corrientes | - Jugador de Mayor Progreso - Fernando Martina, Club de Regatas Corrientes - Mejor Sexto Hombre - Marcos Delía, Boca Juniors - Mejor Entrenador - Nicolás Casalánguida, Club de Regatas Corrientes - Mejor Extranjero - Walter Baxley, Quilmes de Mar del Plata - Mejor Nacional - Walter Herrmann, Asociación Deportiva Atenas |

- Mejor quinteto de la LNB
  - B Facundo Campazzo, Peñarol de Mar del Plata
  - E  Paolo Quinteros, Club de Regatas Corrientes
  - A  Walter Herrmann, Asociación Deportiva Atenas
  - AP  Leonardo Gutiérrez, Peñarol de Mar del Plata
  - P  Sam Clancy, Jr., Club Gimnasia Indalo